# Liste der Baudenkmäler in Hückeswagen
Die Liste der Baudenkmäler in Hückeswagen enthält die denkmalgeschützten Bauwerke auf dem Gebiet der Stadt Hückeswagen im Oberbergischen Kreis in Nordrhein-Westfalen (Stand: 2011). Diese Baudenkmäler sind in der Denkmalliste der Stadt Hückeswagen eingetragen; Grundlage für die Aufnahme ist das Denkmalschutzgesetz Nordrhein-Westfalen (DSchG NRW).

| Bild | Bezeichnung                                                 | Lage                                                   | Beschreibung | Bauzeit   | Eingetragen seit                 | Denkmal- nummer                      |
| --- | ----------------------------------------------------------- | ------------------------------------------------------ | --- | --------- | -------------------------------- | ------------------------------------ |
| | Denkmalbereich Ortskern                                     |                                                        | Rechtskraft der Satzung 1983 | 1189      | 1983 und früher (Erfassung)      | A-EJS-20081016-0001                  |
| weitere Bilder | Schloss Hückeswagen                                         | Auf’m Schloss 1 Karte                                  | Erbaut im 12. Jahrhundert, ehemaliges Grafenschloss, heute Rathaus und Heimatmuseum. Als Stammsitz der Grafen von Hückeswagen 1189 als castrum bezeugt; 1260 an die Grafen von Berg verkauft und bis 1806 Sitz eines bergischen Amtmannes. Im Kern mittelalterliche, später mehrfach erneuerte Zweiflügelanlage aus Bruchstein. Der dreigeschossige Nordflügel mit rundem, früher um zwei Geschosse höherem Eckturm und quadratischem Turm im Winkel auf der Hofseite. Der Ostflügel, der 1683 bis 1882 der katholischen Kirchengemeinde als Pfarrkirche diente, wurde im 18. Jahrhundert in einen eingeschossigen Saal mit großen Rundbogenfenstern umgebaut; bei Einrichtung zum Museum im Innern wieder in zwei Stockwerke unterteilt. Der viergeschossige Kirchturm mit geknickter achtseitiger Schieferpyramide im 18. Jahrhundert aus dem Umbau eines spätromanischen Befestigungsturmes entstanden; in seinem Erdgeschoss lag ursprünglich eine Durchfahrt; im Obergeschoss kreuzrippengewölbter Kapellenraum mit Altarnische erhalten. Gemarkung Hückeswagen, Flur 15, Flurstück 50 | 1101–1200 | 11. Juli 1983                    | Baudenkmal 001 A-NF-20061106-0001    |
| weitere Bilder | Kriegerdenkmal von 1873                                     | Etapler Platz (Bahnhofsvorplatz)                       | Erbaut 1873, Denkmal aus Sandstein. Gestufter Sockel, darauf Quader mit Inschrift; am oberen Teil umlaufendes Schmuckband aus Weinranken; darüber Gebälk und Adler. Gemarkung Hückeswagen, Flur 3, Flurstück 32 | 1873      | 11. Juli 1983                    | Baudenkmal 002 A-NF-20061106-0002    |
| Villa Schnabel | Villa Schnabel                                              | August-Lütgenau-Straße 1 Karte                         | Erbaut Ende des 19. Jahrhunderts; zweigeschossiges freistehendes Haus über quadratischem Grundriss; verputzt; hoher Sockel mit vergitterten Kellerfenstern; Walmdach. An zwei Seiten je drei Achsen; an der Seite zur August-Lütgenau-Straße Eingang über Freitreppe mit originalem zweigeteilten Türblatt, flankierenden kannelierten Pilastern und Gebälkstück. Die Öffnungen im Erdgeschoss sind mit flankierenden Pilastern und Verdachungen versehen. Die mittleren Achsen haben jeweils kleine Dreiecksgiebel. Kranzgesims mit Zahnschnitt. An der rückseitigen Seite befindet sich ein zweigeschossiger Anbau mit einem zusätzlichen Eingang und je drei Rundbogenfenstern in den beiden Obergeschossen. Seit 1968 Nutzung als Rechtsanwaltskanzlei. Gemarkung Hückeswagen, Flur 11, Flurstück 17 | 1876–1900 | 4. April 1985                    | Baudenkmal 004 A-NF-20061107-0001    |
| Wohnhaus | Wohnhaus                                                    | August-Lütgenau-Straße 5 Karte                         | Erbaut Anfang 19. Jahrhundert (nach Angaben des Eigentümers im Kern wahrscheinlich älter); Zweigeschossiges traufständiges Fachwerkhaus mit hohem verputztem Sockel und freiliegendem Kellereingang. Eine Giebelseite ist verschiefert, die rückwärtige Traufseite blechbehangen. An der straßenseitigen Traufseite Eingang in der Mittelachse über Freitreppe mit erneuertem Türblatt und später aufgesetztem Gebälkstück. Verkröpftes Traufgesims. Moderner Garagenanbau an einer Giebelseite. Gemarkung Hückeswagen, Flur 11, Flurstück 127 | 1801–1825 | 4. April 1985                    | Baudenkmal 005 A-NF-20061107-0002    |
| Villa Troost | Villa Troost                                                | August-Lütgenau-Straße 2–4 Karte                       | Erbaut 1923; (durch Fa. Troost als Büro- und Wohnhaus), zweigeschossiges, verputztes Gebäude mit Walmdach; straßenseitig sind die zwei äußersten Fensterachsen risalitartig vorgezogen, diese Risalite haben Walmdächer; die Fensterbänder des Mittelteils haben im Obergeschoss rechteckige Fensteröffnungen; im Erdgeschoss drei Rundbogenfenster; die Fenstergewände sind aus Sandstein; an der Schmalseite befinden sich Eingangsvorbauten, die Eingänge liegen hinter zweiseitig rundbogig geöffneten Loggien; die Risalite der straßenseitigen Langseite entsprechen auf der Rückseite einem ebenfalls zweiachsigen Risalit und einem runden Eckerker mit kegelförmigem Helm; das freiliegende Kellergeschoss hat zwei große rundbogige Einfahrten und weitere Öffnungen; die Fenstergewände der Eingangsvorbauten, die Gewände der Eingänge, die Pfeiler der Eingangsloggien sind ebenfalls aus Sandstein, ebenso Fenstergewände der rückseitigen Langseite; Dachgauben mit neubarocken Verdachungen; Eindeckung mit Biberschwänzen. Gemarkung Hückeswagen, Flur 11, Flurstück 134 | 1923      | 2. April 1985                    | Baudenkmal 006 A-NF-20061107-0003    |
| weitere Bilder | Wohnhaus und Geschäftshaus                                  | Bachstraße 2 Karte                                     | Erbaut im 19. Jahrhundert (lt. Kataster zwischen 1832 und 1860), dreigeschossiges, völlig verschiefertes Wohnhaus mit Krüppelwalmdach, giebelständig zur Straße liegend; der Eingang liegt in der betonten Mittelachse der Giebelseite und hat einen Dreiecksgiebel als Verdachung; seitlich davon ein über Eck liegender Ladeneinbau der Erbauungszeit; verkröpftes Traufgesims, eine Dachgaube; an der rückwärtigen Giebelseite niederer zweigeschossiger verschieferter Anbau; teilweise Gebälkstücke als Fensterverdachung. Das Haus ist durch einen kleinen Zwischenteil mit dem danebenliegenden Haus, Bachstraße 4, verbunden. Gemarkung Hückeswagen, Flur 3, Flurstück 108 | 1832–1860 | 26. August 1985                  | Baudenkmal 013 A-NF-20061108-0007    |
| weitere Bilder | Wohnhaus                                                    | Bachstraße 3 Karte                                     | Erbaut Mitte des 19. Jh. (nach den Katasterunterlagen zwischen 1832 und 1860): Zweigeschossiges verschiefertes Wohnhaus mit freiliegendem Sockelgeschoss und einem Krüppelwalmdach. Die Traufseite zur Bachstraße hin hat fünf Fensterachsen mit dem Eingang in der Mittelachse. Der Eingang ist über eine Freitreppe zu erreichen und hat ein originales Türblatt mit Oberlicht und einem darüber liegenden Gebälkstück mit Zahnschnitt. Über den drei mittleren Achsen der Rückseite ist ein Zwerchgiebel mit einem Halbkreisfenster angeordnet. An dieser Rückseite befindet sich ein eingeschossiger Anbau, der im Sockel in Ziegelmauerwerk errichtet wurde. Der massive Anbau an der nördlichen Giebelseite wurde 1914 als Terrasse errichtet und 1936 als Garage und Wintergarten erweitert. Das gesamte Gebäude ist von einem umlaufenden Gesims umfasst. Gemarkung Hückeswagen, Flur 15, Flurstücke 166 und 209 | 1832–1860 | 21. Mai 1985                     | Baudenkmal 007 A-NF-20061108-0001    |
| weitere Bilder | Villa Wiehager                                              | Bachstraße 12 Karte                                    | zweigeschossige, verputzte gründerzeitliche Villa mit Walmdach; hohes Sockelgeschoss mit freiliegenden Kellerfenstern, Ecklisenen mit Quaderimitation, umlaufendes Geschosssims, stark profiliertes Gebälk mit Akanthusschmuck; straßenseitig Zwerchgiebel über den drei mittleren Fensterachsen; im Erdgeschoss an der Straßenseite ein Erker mit drei rundbogigen Fenstern, die reichgeschmückte Oberlichter und originale Schabracken haben, getrennt durch vorgelegte Säulen; darüber Dachterrasse mit Vasen und geschweiften Balustern, darunter Mäanderband; von der Dachterrasse führen ebenfalls drei rundbogige Fenster mit reichgeschmückten Oberlichtern und originalen Schabracken ins Haus, die durch kannelierte Säulen mit korinthischen Kapitellen getrennt sind, seitlich flankierende Pilaster; die Fenster des Obergeschosses haben unter den Sohlbänken Felder mit figürlichem Schmuck, als Verdachung Gebälkstücke mit Konsolen und ebenfalls originalen Schabracken; an der Rückseite des Hauses niederer langgestreckter Saalbau und daran anschließend Gartenpavillon mit rundbogigen Öffnungen. Gemarkung Hückeswagen, Flur 2, Flurstück 436 | 1870      | 6. September 1983                | Baudenkmal 016 A-NF-20061108-0008    |
| weitere Bilder | Wohnhaus                                                    | Bachstraße 13 Karte                                    | Erbaut Ende des 19. Jahrhunderts. Zweigeschossiges, völlig verschiefertes Haus; Sockel mit Quaderimitation und freiliegenden Kellerfenstern; Krüppelwalmdach; an der straßenseitigen Traufseite 4 Fensterachsen; giebelseitiger Eingang mit zweigeteiltem Türblatt; verkröpftes Kranzgesims mit Zahnschnitt. Gemarkung Hückeswagen, Flur 15, Flurstück 9 | 1876–1900 | 11. Juli 1983                    | Baudenkmal 008 A-NF-20061108-0002    |
| weitere Bilder | Wohnhaus                                                    | Bachstraße 15 Karte                                    | Erbaut Ende des 19. Jahrhunderts, zweigeschossiges verschiefertes Wohnhaus auf quadratischem Grundriss. Werksteinsockel mit freiliegenden Kellerfenstern, Walmdach. An der Straßenseite vier Achsen. Fenster mit Gebälkstücken und Schlagläden, zweiflügelig mit festem Oberlicht. Umlaufendes Gesims mit Zahnschnitt, seitlicher Eingang über Freitreppe mit originalem zweigeteilten Türblatt und Oberlicht. Dreieckgiebelverdachung über dem Eingang. Zwei Dachgauben. Gemarkung Hückeswagen, Flur 15, Flurstück 10 | 1876–1900 | 12. April 1985                   | Baudenkmal 009 A-NF-20061108-0003    |
| weitere Bilder | Villa Schnabel                                              | Bachstraße 16 Karte                                    | Erbaut etwa 1880 bis 1890; zweigeschossiges völlig verschiefertes Wohnhaus auf nahezu quadratischem Grundriss. Hoher massiver Sockel mit freiliegenden Kellerfenstern. Walmdach. Vier Achsen zur Straßenseite, zweiflügelige Fenster mit festem Oberlicht, Gebälkstücken als Verdachung und Schlagläden. Haupteingang in der Mittelachse der schmaleren Seite mit originalem Türblatt, reich verziertem Oberlicht, Freitreppe mit Gitter der Bauzeit. Umlaufendes reich verziertes Gesims. An der Rückseite ein kurzer gedrungener zweigeschossiger Flügel im Eingang, Dachhaus und Walmdach. In die eingezogene Ecke wurde ein neuer Anbau mit Dachterrasse eingefügt. Gemarkung Hückeswagen, Flur 2, Flurstück 58 | 1880–1890 | 22. April 1985                   | Baudenkmal 017 A-NF-20061108-0009    |
| weitere Bilder | Villa Bruch                                                 | Bachstraße 18 Karte                                    | Erbaut Mitte 19. Jahrhundert (lt. Kataster zwischen 1832 und 1860); zweigeschossige, verputzte Villa mit Walmdach; umlaufendes Geschosssims, umlaufendes Traufgesims mit Zahnschnitt; Gebälkstücke und Dreiecksgiebel als Fensterverdachung; klassizistische Schmuckformen; an der straßenseitigen, längeren Seite sind die zwei mittleren Fensterachsen risalitartig vorgezogen und durch einen Dreiecksgiebel überfangen; Eingang in der Mittelachse der kürzeren Seite; über dem Eingang Fenster mit Dreiecksgiebel; an der zweiten kürzeren Seite ist die Mittelachse ebenfalls durch ein Fenster mit Dreiecksgiebel im Obergeschoss betont, zu beiden Seiten runde Blendfenster; rückwärtig schmaler zweigeschossiger Anbau mit zusätzlichem Eingang. Zwischenzeitlich Nutzung als Polizeiwache. Gemarkung Hückeswagen, Flur 2, Flurstück 435 | 1832–1860 | 26. August 1983                  | Baudenkmal 018 A-NF-20061108-0010    |
| weitere Bilder | Wohnhaus und Geschäftshaus Bachstraße 22                    | Bachstraße 22 Karte                                    | Erbaut Mitte 19. Jh. (lt. Kataster zwischen 1832 und 1860); zweigeschossiges, völlig verschiefertes Wohnhaus auf hohem, massivem und verputztem Sockel; Krüppelwalmdach; straßenseitig 5 Fensterachsen; Mittelachse durch Eingang mit erneuertem Türblatt, Oberlicht und Gebälkstück des späten 19. Jahrhunderts sowie Freitreppe betont; die Mittelachse ist weiterhin noch durch einen Zwerchgiebel mit Thermenfenstern akzentuiert; zu beiden Seiten paarweise angeordnete Fensterachsen; verkröpftes Traufgesims. Seitlich neuer Garagenanbau. Derzeit als Arztpraxis genutzt. Gemarkung Hückeswagen, Flur 2, Flurstück 68 | 1832–1860 | 26. August 1983                  | Baudenkmal 019 A-NF-20061108-0011    |
| Villa Bockhacker | Villa Bockhacker                                            | Bachstraße 26 Karte                                    | Erbaut 1842 (inschriftlich datiert); Zweigeschossige Villa, massiv, hoher Sockel mit freiliegenden Kellerfenstern, 5 zu 3 Fensterachsen, an der Straßenseite dreiachsiger Mittelrisalit, zweiflügelige Eingangstür mit Oberlicht und zweiläufige Freitreppe, über dem Mittelrisalit Zwerchgiebel mit rundem Fenster, weit vorkragendes Kranzgesims mit Zahnschnitt, Walmdach. Gemarkung Hückeswagen, Flur 2, Flurstück 430 | 1842      | 23. August 1983                  | Baudenkmal 020 A-NF-20061108-0012    |
| weitere Bilder | Wohnhaus Bachstraße 35                                      | Bachstraße 35 Karte                                    | Erbaut 2. Hälfte 19. Jahrhundert; zweigeschossiges völlig verschiefertes Fachwerkhaus über massivem Sockel mit Krüppelwalmdach; straßenseitig 5 Fensterachsen, Gebälkstücke über den Fenstern, grüngestrichene Schlagläden; Eingang in der Mittelachse über Freitreppe mit zweigeteiltem Türblatt und Oberlicht, Türverdachung mit Zahnschnitt; verkröpftes Kranzgesims an den Traufseiten. Im Erdgeschossflur Kachelfußboden; bergische Holztreppe mit gedrechselten Stäben zwischen Handlauf und Treppe. An der rückwärtigen Traufseite befindet sich ein 1 1/2-geschossiger Anbau aus der Erbauungszeit, der ursprünglich als Werkstatt einer Möbelschreinerei diente. 1898 als Wohnung ausgebaut. Pultdach, teils verschiefert, der Drempel holzverkleidet. Garagenanbau aus dem Jahre 1950, Balkon auf Stahlstützen aus dem Jahre 1978. Gemarkung Hückeswagen, Flur 15, Flurstück 24 | 1851–1900 | 20. September 1983               | Baudenkmal 010 A-NF-20061108-0004    |
| weitere Bilder | Wohnhaus Bachstraße 37                                      | Bachstraße 37 Karte                                    | Erbaut um 1880; zweigeschossiges traufständiges Haus mit Krüppelwalmdach, ganzseitig verschiefert. An der straßenseitigen Traufseite vier Achsen; Verdachungen über den Fenstern; verkröpftes Kranzgesims mit Zahnschnitt. Das Dach ist in Naturschiefer eingedeckt. An der Giebelseite zum Gebäude Bachstraße 35 ein eingeschossiger Anbau aus der Zeit um die Jahrhundertwende. Ganzseitig verschiefert mit konsolenverziertem Traufgesims; der eigentliche Hauseingang mit originaler zweiflügeliger Tür liegt hinter diesem Anbau. Garageneinbau im Kellergeschoss zur Straßenseite aus den 1920er-Jahren. Gemarkung Hückeswagen, Flur 17, Flurstück 32 | 1880      | 28. November 1985                | Baudenkmal 011 A-NF-20061108-0005    |
| weitere Bilder | Wohnhaus Bachstraße 38                                      | Bachstraße 38 Karte                                    | Erbaut Mitte des 19. Jahrhunderts (lt. Kataster zwischen 1832 und 1860); zweigeschossiges, völlig verschiefertes Haus über evtl. älterem Sockel mit teilweise freiliegendem Kellerfenster; Krüppelwalmdach; an der Traufseite sechs Fensterachsen mit einem Eingang, der zwei Fensterachsen umfasst; der Eingang mit seitlichen Fenstern und Gebälkstück, Oberlicht mit runder Zierversprossung, zweiflügeliges Türblatt; an der Giebelseite Ladeneinbau des späten 19. Jahrhunderts mit seitlich begrenzenden Pilastern und gusseisernen Stützen, darüber Gebälk mit Zahnschnitt; im Giebel rundbogiges Fenster; umlaufendes Traufgesims mit Kassettierung, traufseitig einige Dachgauben; an der hinteren Giebelseite zweigeschossiger, verschieferter Anbau; an der rückwärtigen Traufseite wurde Ende 19. Jahrhundert ein dreigeschossiges Haus angebaut (Bachstraße 36). Gemarkung Hückeswagen, Flur 17, Flurstück 234 | 1832–1860 | 26. August 1983                  | Baudenkmal 021 A-NF-20061108-0013    |
| weitere Bilder | Wohnhaus Bachstraße 39                                      | Bachstraße 39 Karte                                    | Erbaut Ende des 19. Jahrhunderts; zweigeschossiges, verschiefertes Haus über Sockel mit Quaderimitation, Krüppelwalmdach; an der Straßenseite vier Fensterachsen; Gebälkstücke über den Fenstern; umlaufendes Traufgesims mit Zahnschnitt; eingeschossiger, später veränderter giebelseitiger Anbau mit Eingang. Gemarkung Hückeswagen, Flur 17, Flurstück 29 | 1876–1900 | 26. August 1983                  | Baudenkmal 012 A-NF-20061108-0006    |
| weitere Bilder | Bürohaus Bahnhofstraße 14                                   | Bahnhofstraße 14 Karte                                 | Erbaut nach 1910. Zweigeschossige Villa auf hohem Hausteinsockel mit zusätzlichem Kellereingang; im Erdgeschoss massiv verputzt; im Obergeschoss verschiefert; Walmdach; straßenseitig sind zwei Fensterachsen risalitartig vorgezogen und von einem runden Giebel überfangen; seitlicher Eingang mit originalem Türblatt, Oberlicht und seitlichen Fenstern, die Gewände sind mit neubarocken Profilierungen versehen; umlaufendes Geschossgesims; an der rückwärtigen Traufseite ein Dachhaus in neoklassizistischen Formen. Gemarkung Hückeswagen, Flur 3, Flurstück 175 | 1911–1920 | 15. Juli 1983                    | Baudenkmal 022 A-NF-20061108-0014    |
| weitere Bilder | Wohnhaus Bevertalstraße 22                                  | Bevertalstraße 22 Karte                                | Erbaut 2. Hälfte 19. Jahrhundert; zweigeschossiges, völlig verschiefertes Wohnhaus auf hohem, massivem und verputztem Sockel mit straßenseitig fünf Fensterachsen; traufseitiger Mitteleingang über neue Freitreppe mit Oberlicht, Gebälkstück und Türblatt der Bauzeit. Gemarkung Neuhückeswagen, Flur 17, Flurstück 310 | 1851–1900 | 26. August 1983                  | Baudenkmal 023 A-NF-20061108-0015    |
| weitere Bilder | Wohn- und Wirtschaftsgebäude Bevertalstraße 42              | Bevertalstraße 42 Karte                                | Erbaut im 18. Jahrhundert; zweigeschossiges, völlig verschiefertes Haus auf hohem massivem Sockel; außermittig sitzender, traufseitiger Eingang über Freitreppe mit verziertem Oberlicht, Gebälkstück und Zopfstil-Türblatt; straßenseitig Dachhaus mit Schweifgiebel; zugehörig: Fachwerkwirtschaftsgebäude des 19. Jahrhunderts sowie ein weiteres Bruchsteinwirtschaftsgebäude. Gemarkung Neuhückeswagen, Flur 17, Flurstück 660 | 1701–1800 | 15. Juli 1983                    | Baudenkmal 024 A-NF-20061108-0016    |
| weitere Bilder | Wohnhaus Bongardstraße 4a                                   | Bongardstraße 4a Karte                                 | Errichtet etwa Anfang 19. Jahrhundert; zweigeschossiges dreiseitig mit Eternit verkleidetes Haus, eine Seite verschiefert, mit talseitig freiliegendem Keller mit Fenster und Türöffnungen. Krüppelwalmdach. Traufseitiger Eingang in der Mittelachse mit originalem Türblatt, Oberlicht und Gebälkstück. An dieser Traufseite ein Zwerchgiebel. An der anderen Traufseite eine breite Dachgaube aus neuerer Zeit. Verkröpftes Traufgesims. Gemarkung Hückeswagen, Flur 15, Flurstück 110 | 1801–1825 | 19. April 1985                   | Baudenkmal 026 A-NF-20061108-0017    |
| weitere Bilder | Wohnhaus Bongardstraße 10                                   | Bongardstraße 10 Karte                                 | Erbaut wahrscheinlich Ende des 18. Jahrhunderts (lt. Urkataster vor 1832); zweigeschossiges giebelständiges kleines Wohngebäude über fast quadratischem Grundriss. Dreiseitig verschiefert bzw. mit Blech behangen; an einer Traufseite liegt das Fachwerk frei. Giebelseitiger seitlicher Eingang unter Straßenniveau mit originalem Türblatt und darüber liegendem Gebälkstück. An dieser Seite Ladeluke im Giebeldreieck. Gemarkung Hückeswagen, Flur 15, Flurstück 90 (laut Karteikarte 110) | 1776–1832 | 19. April 1985                   | Baudenkmal 027 A-NF-20061108-0018    |
| weitere Bilder | Wohnhaus Bongardstraße 18/20                                | Bongardstraße 18/20 Karte                              | Erbaut Ende des 18. Jahrhunderts (vor 1832 lt. Kataster). Zweigeschossiges, an einer Giebelseite verschiefertes, an der rückwärtigen Traufseite blechbehangenes Fachwerkhaus auf hohem massivem Sockel mit talseitig freiliegenden, zusätzlichen Kellereingängen und Fenstern; Stockwerksbauweise mit vorkragendem Obergeschoss; an der rückwärtigen Giebelseite schmalerer, zweigeschossiger und einachsiger Anbau, teilweise 18. Jh., teilweise 19. Jh. aus Fachwerk auf hohem Bruchsteinsockel, teilweise blechbehangen und verschiefert; zwei giebelseitige Eingänge mit Oberlichtern und Türblättern des 18. bzw. 19. Jahrhunderts. Gemarkung Hückeswagen, Flur 15, Flurstück 80 | 1776–1832 | 15. Juli 1983                    | Baudenkmal 028 A-NF-20061108-0019    |
| weitere Bilder | Wohn- und Stallgebäude, Elberhausen 6                       | Elberhausen 6 Karte                                    | Erbaut wahrscheinlich um 1650; zweigeschossiges Fachwerkhaus, an einer Giebelseite mit Eternit verkleidet, an der 2. Giebelseite im Giebeldreieck verbrettert; Stallteil im Erdgeschoss in Backstein neu aufgemauert; traufseitiger Anbau unter abgeschlepptem Dach, mit erneuertem Eingang; zwei weitere traufseitige Eingänge an der Rückseite, zusätzlich giebelseitiger Eingang in den Stallteil. Im Fachwerk fallen die durch beide Geschosse verlaufenden Streben und einige Kopfstreben auf. Gemarkung Neuhückeswagen, Flur 17, Flurstück 337? (lt. Datenbank 547) | 1650      | 11. Januar 1984                  | Baudenkmal 029 A-NF-20061108-0020    |
| weitere Bilder | Steengaden Engelshagen                                      | Engelshagen 7 Karte                                    | Steengaden. Der verbliebene Bau ist im Erdgeschoss aus Bruchstein, im Obergeschoss verschiefertes Fachwerk mit Krüppelwalmdach; im Bruchstein-Erdgeschoss sind zwei Schießscharten erkennbar; der Steengaden ist innen ausgebaut, zweigeschossig und zu Wohnzwecken genutzt; die Fenster sind teilweise im 19. Jahrhundert eingebrochen worden. An den Steengaden ist ein Wohnhaus aus dem 18. Jahrhundert angebaut, das aber nicht zum Baudenkmal gehört. Gemarkung Neuhückeswagen, Flur 3, Flurstück 235 | 1501–1700 | 21. Februar 1984                 | Baudenkmal 030 A-NF-20061108-0021    |
| weitere Bilder | Wohn- und Geschäftshaus Friedrichstraße 11/15               | Friedrichstraße 11/15 Karte                            | Mitte 19. Jahrhundert (lt. Kataster vor 1832) erbaut; zweigeschossiges, völlig verschiefertes bzw. mit Eternit verkleidetes und verbrettertes Wohnhaus auf hohem Sockel, der an der straßenseitigen Traufseite zu einem Ladengeschoss ausgebaut worden ist; Krüppelwalmdach; straßenseitig 7 Fensterachsen, von denen vier durch einen Zwerchgiebel mit Thermenfenster überfangen sind; giebelseitiger Eingang mit Oberlicht, Gebälkstück aus dem Ende des 19. Jahrhunderts, erneuertes Türblatt; seitlicher neuer Anbau mit Garage, rückwärtig schmaler zweigeschossiger, verschieferter Treppenhausanbau; Fenster und Eingänge im neu ausgebauten Sockelgeschoss sind größtenteils verändert. Gemarkung Hückeswagen, Flur 17, Flurstück 55 | 1801–1832 | 26. August 1983                  | Baudenkmal 031 A-NF-20061108-0022    |
| weitere Bilder | Villa Johanny                                               | Friedrichstraße 18-20 Karte                            | Erbaut 1843/1844 (erbaut von Julius Johanny). Zweigeschossige Villa über fast quadratischem Grundriss mit Walmdach. Verputzt. Werksteinsockel mit freiliegenden Kellerfenstern. Straßenseitig mit fünf Achsen; leicht vorkragender Mittelrisalit über drei Achsen. Eckpilaster. Stockwerksgesims. Im Erdgeschoss rundbogige Fensteröffnungen; über den Fenstern im Obergeschoss horizontale Verdachungen. An einer kurzen Seite rundbogiger Eingang, darüber ein dreigeteiltes Fenster; an der zweiten Kurzseite zusätzlich links und rechts des Eingangs je eine Fensterachse; an der rückwärtigen Längsseite vier Fensterachsen. An den Fenstern des Obergeschosses gusseiserne Brüstungsgitter. Einige Dachflächenfenster. Gemarkung Hückeswagen, Flur 17, Flurstück 230 | 1843–1844 | 12. April 1985                   | Baudenkmal 032 A-NF-20061108-0023    |
| weitere Bilder | Scheuer (ehem. Wohngebäude)                                 | Frohnhausen 1 Karte                                    | Erbaut Ende 16. Jahrhundert oder Anfang 17. Jahrhundert; zweigeschossiges, größtenteils verbrettertes Fachwerkhaus in Stockwerksbauweise, im Erdgeschoss teilweise massiv; die freiliegende Fachwerkgiebelseite kragt zweifach über geschweiften Knaggen vor; ein ehemaliger rundbogiger Eingang ist noch erkennbar; abgeschrägter Rähm; zwei durch ein Balkenkreuz geteilte originale Fenster im Obergeschoss, im oberen Teil vermutlich ursprünglich verglast, am unteren Teil sind die hölzernen Schlagläden noch vorhanden; Ladeluke. Gemarkung Neuhückeswagen, Flur 10, Flurstück 13 | 1576–1625 | 15. Juli 1983                    | Baudenkmal 034 A-NF-20061108-0024    |
| weitere Bilder | Wohnhaus Hangberg 2                                         | Hangberg 2 Karte                                       | Erbaut 1837 (lt. Versicherungsurkunde aus dem Jahre 1838). Zweigeschossiges Fachwerkhaus mit Krüppelwalmdach, an einer Giebelseite verschiefert, hoher, massiver Sockel und teilweise freiliegende Kellerfenster; an der rückwärtigen Traufseite niedere Anbauten, teilweise Fachwerk, teilweise massiv; straßenseitig traufseitiger Mitteleingang mit seitlichen Fenstern, zu beiden Seiten paarweise angeordnete Fensterachsen. Gemarkung Neuhückeswagen, Flur 3, Flurstück 291 | 1837–1838 | 15. Juli 1983                    | Baudenkmal 037 A-NF-20061108-0025    |
| weitere Bilder | Wohnhaus Hartkopsbever 10                                   | Hartkopsbever 10 Karte                                 | Erbaut 1. Hälfte 19. Jahrhundert; Bildet zusammen mit dem Wohnhaus Hartkopsbever 12 eine zusammenhängende Bebauung. Zweigeschossiges Wohnhaus, verschiefert und mit Asbestzement verkleidet, in Geschossbauweise; giebelseitiger Mitteleingang, neues Türblatt, Oberlicht und Gebälkstück; das Dach ist offensichtlich ausgebaut. Gemarkung Neuhückeswagen, Flur 16, Flurstück 87 | 1801–1850 | 19. Juli 1983                    | Baudenkmal 038 A-NF-20061108-0026    |
| weitere Bilder | Wohnhaus Hartkopsbever 12                                   | Hartkopsbever 12 Karte                                 | Erbaut 1. Hälfte 19. Jahrhundert; bildet mit dem Wohnhaus Hartkopsbever 10 ein zusammenhängendes Gebäude. Zweigeschossiges Wohnhaus, völlig verschiefert, in Geschossbauweise; giebelseitiger Mitteleingang mit originalem Türblatt, Oberlicht und Gebälkstück; das Dach ist offensichtlich ausgebaut. Gemarkung Neuhückeswagen, Flur 16, Flurstück 553 | 1801–1850 | 19. Juli 1983                    | Baudenkmal 039 A-NF-20061108-0027    |
| weitere Bilder | Wohnhaus (Jung-Stilling-Haus)                               | Hartkopsbever 14 Karte                                 | Erbaut 1758 (inschriftlich datiert). Eingeschossiges Bruchsteingebäude auf hohem Kellergeschoss, in das talseitig ein Eingang mit neuem Türblatt und Oberlicht führt; zu beiden Seiten des Einganges befinden sich zwei heute zur Hälfte zugemauerte Fenster; Datierung in Ankerzahlen auf der rückwärtigen Traufseite, an der straßenseitigen Traufseite befindet sich eine Inschrifttafel über dem Mitteleingang; beide Giebelseiten blechbehangen, großes Zwerchhaus über dem traufseitigen Eingang, der ebenfalls wie der Kellereingang Oberlicht und Gebälkstück hat; Tür- und Fenstergewände aus Sandstein. Gemarkung Neuhückeswagen, Flur 16, Flurstück 561 | 1758      | 19. Juli 1983                    | Baudenkmal 040 A-NF-20061108-0028    |
| weitere Bilder | Wohnhaus Islandstraße 17                                    | Islandstraße 17 Karte                                  | Erbaut 2. Hälfte 19. Jahrhundert; zweigeschossiges, völlig verschiefertes Haus mit talseitig freiliegendem Kellergeschoss mit Eingang und Kellerfenstern; an der Eingangstraufseite drei Achsen mit Eingang in der Mittelachse; an den beiden Giebelseiten je zwei Achsen; die hintere Traufseite hat einen zweiachsigen leicht vorkragenden Mittelrisalit mit bekrönendem Dreiecksgiebel; umlaufendes Traufgesims und davon abgesetzt ein weiteres profiliertes umlaufendes Gesims, in den beiden Giebeldreiecken dreigeteiltes Thermenfenster, in einem Giebel zusätzlich ein Aufzugsbalken; zu dem Haus gehört ein achtseitiger, hölzerner Gartenpavillon mit rundbogigen Fensteröffnungen. Gemarkung Hückeswagen, Flur 15, Flurstück 228 | 1851–1900 | 19. Juli 1983                    | Baudenkmal 044 A-NF-20061108-0029    |
| weitere Bilder | Wohn- und Geschäftshaus Islandstraße 45–47                  | Islandstraße 45–47 Karte                               | Erbaut Anfang des 19. Jahrhunderts (lt. Kataster vor 1832). Zweigeschossiges, giebelständiges, verschiefertes Haus; teilweise freiliegendes massives Sockelgeschoss mit Ladeneinbau; ehem. traufseitiger Eingang, erneuerter Eingang an der rückwärtigen Giebelseite mit wiederverwandtem Türblatt (Ende des 19. Jahrhunderts); moderner Terrassenanbau an der rückwärtigen Giebelseite. Gemarkung Hückeswagen, Flur 15, Flurstück 93 | 1801–1832 | 19. Juli 1983                    | Baudenkmal 045 A-NF-20061109-0001    |
| weitere Bilder | Wohnhaus (Montanus-Haus)                                    | Islandstraße 52 Karte                                  | Erbaut 1. Hälfte 19. Jahrhundert (lt. Kataster zwischen 1832 und 1860); Zweigeschossiges Haus mit einseitigem Krüppelwalmdach; zwei Seiten verschiefert, die straßenseitige Traufseite ist verputzt, hier befinden sich sechs Fensterachsen, die zweiflügeligen Holzfenster sind im Erdgeschoss fünffach und im 1. Geschoss vierfach gesprosst und mit grünen Holzschlagläden versehen, der Mitteleingang, der zwei Fensterachsen einnimmt, wird über eine Freitreppe erreicht und hat ein längsgeteiltes Türblatt, Oberlicht, seitliche Fenster und ein Gebälkstück; verkröpftes Traufgesims; hoher Sockel mit teilweise freiliegenden Kellerfenstern; das Haus ist mit einem Giebel direkt an das Nebengebäude Islandstraße 54 angebaut, am 2. Giebel befindet sich ein eingeschossiger moderner Anbau. Gemarkung Hückeswagen, Flur 16, Flurstück 79 | 1832–1860 | 23. August 1983                  | Baudenkmal 049 A-NF-20061109-0004    |
| weitere Bilder | Altes Pastorat                                              | Islandstraße 57 Karte                                  | Fachwerkteil erbaut 18./19. Jahrhundert (lt. Kataster vor 1832); der massive Teil ist wesentlich älter und stammt aus der Gründerzeit der alten Freiheit Hückeswagen. Massives Bruchsteingebäude über fast quadratischem Grundriss; von diesem Gebäudeteil sind nur noch zwei Seiten sichtbar, die anderen Seiten sind durch angebaute Nebengebäude verdeckt. An einer Giebelseite ist ein zum Baudenkmal gehörendes Fachwerkgebäude aus dem 18./19. Jahrhundert angebaut; an der vorderen Traufseite freiliegendes Fachwerk; Giebelseite blechbehangen; hintere Traufseite mit Eternitschiefer verkleidet; je ein traufseitiger Eingang; an der rückwärtigen Traufseite Zwerchhaus; gemeinsames Satteldach über beide Gebäudeteile. Gemarkung Hückeswagen, Flur 15, Flurstück 72 (145) | 1701–1832 | 20. Juli 1983                    | Baudenkmal 046 A-NF-20061109-0002    |
| weitere Bilder | Wohnhaus Islandstraße 71                                    | Islandstraße 71 Karte                                  | Erbaut Mitte des 19. Jahrhunderts (lt. Kataster zwischen 1832 und 1860). Zweigeschossiges Haus mit Krüppelwalmdach; dreiseitig verschiefert; eine Giebelseite verputzt, im Giebel verbrettert; Ladeluke mit seitlichen Fenstern; die verschieferte Giebelseite fensterlos; traufseitiger Eingang; verkröpftes Traufgesims. Gemarkung Hückeswagen, Flur 15, Flurstück 57 | 1832–1860 | 20. Juli 1983                    | Baudenkmal 047 A-NF-20061109-0003    |
| weitere Bilder | Haferkasten Kirschsiepen                                    | Kirschsiepen 1 Karte                                   | Erbaut 1620 (inschriftlich datiert), zweigeschossiger Haferkasten in massiver Eichenholzbauweise; fensterlos; an der westlichen Giebelseite befinden sich die Eingänge zum unteren und oberen Raum; die obere Tür ist über eine erhalten gebliebene Holzleiter zu erreichen; die östliche Giebelseite ist im oberen Teil mit Holzschindeln versehen; Doppeldach; an der südlichen Seite befindet sich ein Anbau (Bienenhaus) aus neuerer Zeit. Gemarkung Neuhückeswagen, Flur 6, Flurstück 322 | 1620      | 21. Juli 1983                    | Baudenkmal 050 A-NF-20061109-0005    |
| weitere Bilder | Wohn- und Geschäftshaus Kölner Straße 1                     | Kölner Straße 1 Karte                                  | Erbaut 1. Hälfte des 19. Jahrhunderts; Dreigeschossiges, völlig verschiefertes Gebäude mit außermittigem traufseitigem Eingang mit Gebälkstück, Oberlicht und originalem Türblatt; links davon neues Schaufenster; verkröpftes Traufgesims; Satteldach mit Hohlpfannenabdeckung; gesprosste, zweiflügelige Holzfenster teilweise mit feststehendem Oberlicht, Schlagläden. Gemarkung Hückeswagen, Flur 16, Flurstück 42 | 1801–1850 | 24. April 1984                   | Baudenkmal 054 A-NF-20061109-0006    |
| weitere Bilder | Wohn- und Geschäftshaus Kölner Straße 2                     | Kölner Straße 2 Karte                                  | Erbaut 2. Hälfte 19. Jahrhundert; zweigeschossiges völlig verschiefertes Haus, auf hohem massivem Werksteinsockel mit straßenseitig fünf Fensterachsen; freiliegende Kellerfenster; traufseitiger Mitteleingang mit originalem Türblatt, Oberlicht, Gebälkstück und Freitreppe; seitlich davon ein zwei Fensterachsen einnehmender Ladeneinbau der Erbauungszeit, das geteilte Schaufenster hat ein Gebälkstück; Ladeluke mit seitlichem Fenster. Gemarkung Hückeswagen, Flur 17, Flurstück 35 | 1851–1900 | 6. September 1983                | Baudenkmal 061 A-NF-20061109-0013    |
| weitere Bilder | Wohnhaus Kölner Straße 6                                    | Kölner Straße 6 Karte                                  | Erbaut 2. Hälfte des 19. Jahrhunderts; Zweigeschossiges, verschiefertes Wohnhaus auf hohem, massivem Bruchsteinsockel. Das Gebäude wurde der Straßen- bzw. Ecksituation angepasst. Straßenseitig vier Fensterachsen; an der Giebelseite drei Achsen. Eingang in der rechten Giebelachse über halbrundem Treppenaufgang mit Freisitz und schönem Geländer. Einflügelige Tür mit Oberlicht und Gebälkstück; an den Seiten säulenartige Verzierungen. An der Giebelseite unter den beiden unteren Fenstern ein Schmuckschieferband. Kellereingang über Eck. Satteldach; verkröpftes Traufgesims. Angebaut an das Haus Kölner Straße 8. Gemarkung Hückeswagen, Flur 17, Flurstück 37 | 1851–1900 | 21. Februar 1985                 | Baudenkmal 142 A-NF-20061204-0020    |
| weitere Bilder | Wohn- und Geschäftshaus Kölner Straße 9                     | Kölner Straße 9 Karte                                  | Erbaut Mitte des 19. Jahrhunderts (lt. Urkataster vor 1832); zweigeschossiges, völlig verschiefertes Wohnhaus mit straßenseitig fünf Fensterachsen auf massivem und verputztem Sockel; traufseitiger Mitteleingang mit Gebälkstück, Oberlicht und erneuertem Türblatt; seitlich davon werden zwei Fensterachsen von einem neuen Ladeneinbau eingenommen; der die Häuserreihe abschließende Giebel hat ein abgewalmtes Dach; im Urkataster von 1832 ist an dieser Stelle ein Gebäude angegeben; oben genanntes Objekt muss Mitte des 19. Jahrhunderts nochmals erneuert oder verändert worden sein. Gemarkung Hückeswagen, Flur 17, Flurstück 169 | 1826–1875 | 21. Juli 1983                    | Baudenkmal 055 A-NF-20061109-0007    |
| weitere Bilder | Gaststättengebäude Kölner Straße 10                         | Kölner Straße 10 Karte                                 | Erbaut Anfang 19. Jahrhundert; Zweigeschossiges verschiefertes Gebäude. Das giebelständige Haus ist etwas zurückgesetzt und fällt aus der Straßenflucht. Etwas vorgezogener erneuerter Eingang mit darüberliegender Terrasse, zweiflügelige Tür mit Oberlicht. Satteldach, verkröpftes Traufgesims. Es bestehen mehrere Anbauten an der Vorder- und Rückseite, die nicht zum denkmalgeschützten Teil gehören. Gemarkung Hückeswagen, Flur 17, Flurstück 42 | 1801–1825 | 30. April 1986                   | Baudenkmal 143 A-NF-20061204-0021    |
| weitere Bilder | Wohnhaus Kölner Straße 11                                   | Kölner Straße 11 Karte                                 | Erbaut 2. Hälfte 19. Jahrhundert (lt. Urkataster vor 1832); zweigeschossiges, völlig verschiefertes Wohnhaus, straßenseitig fünf Fensterachsen, auf massivem und verputztem Sockel mit freiliegenden Kellerfenstern; zwei Dachgauben; traufseitiger Mitteleingang mit erneuertem Türblatt und Gebälkstück; das Haus ist an beiden Giebelseiten angebaut an die Häuser Kölner Straße 9 und 13; das im Urkataster von 1832 angegebene Gebäude muss Mitte des 19. Jahrhunderts nochmals verändert worden sein. Gemarkung Hückeswagen, Flur 17, Flurstück 168 | 1826–1875 | 21. Juli 1983                    | Baudenkmal 056 A-NF-20061109-0008    |
| weitere Bilder | Wohnhaus Kölner Straße 15                                   | Kölner Straße 15 Karte                                 | Erbaut 18./19. Jahrhundert (vor 1832, lt. Urkataster 1832). Zweigeschossiges, völlig verschiefertes, giebelständiges Haus; giebelseitiger Eingang mit Gebälkstück; eine Traufseite an ehem. Fabrikgebäude angebaut; an der zweiten Traufseite eingeschossiger, massiver Garagenanbau. Gemarkung Hückeswagen, Flur 17, Flurstück 106 | 1801–1832 | 12. Oktober 1984                 | Baudenkmal 057 A-NF-20061109-0009    |
| weitere Bilder | Wohnhaus Kölner Straße 19                                   | Kölner Straße 19 Karte                                 | Erbaut Mitte 19. Jahrhundert (Lt. Urkataster zwischen 1832 und 1860); Zweigeschossiges, völlig verschiefertes Haus auf Bruchsteinsockel mit freiliegenden Kellerfenstern; an der straßenseitigen Traufseite fünf Achsen mit Eingang in der Mittelachse, Freitreppe, Oberlicht und Gebälkstück; verkröpftes Traufgesims, Krüppelwalmdach; an einer Giebelseite massiver Garagenanbau. Gemarkung Hückeswagen, Flur 17, Flurstück 75 | 1832–1860 | 4. Oktober 1983                  | Baudenkmal 058 A-NF-20061109-0010    |
| weitere Bilder | Wohn- und Geschäftshaus Kölner Straße 20                    | Kölner Straße 20 Karte                                 | Mitte des 19. Jahrhunderts erbaut (lt. Urkataster vor 1832), zweigeschossiges, verschiefertes Wohnhaus, an beiden Giebelseiten an die Häuser Kölner Straße 18 und 22 angebaut; traufseitiger Mitteleingang mit Türblatt des 19. Jahrhunderts, Oberlicht und Gebälkstück; seitlich davon Ladeneinbau um 1900; Dachflächenfenster. Das vor 1832 auf dem Grundstück gebaute Haus muss um die Mitte des Jahrhunderts nochmals umgestaltet worden sein. Gemarkung Hückeswagen, Flur 17, Flurstück 49 | 1826–1875 | 26. August 1983                  | Baudenkmal 062 A-NF-20061109-0014    |
| weitere Bilder | Wohnhaus Kölner Straße 21                                   | Kölner Straße 21 Karte                                 | Erbaut 1. Hälfte 19. Jahrhundert (lt. Urkataster zwischen 1832 und 1860); zweigeschossiges traufseitig zur Straße liegendes Wohngebäude; hoher Bruchsteinsockel mit freiliegendem Kellereingang und Fenstern; verschiefert, teilweise mit Eternit, teilweise mit Naturschiefer. Zur Straßenseite fünf Fensterachsen mit einem eingezogenen Eingang über hoher Freitreppe in der Mittelachse; zweigeteiltes Türblatt und Oberlicht, zusätzlich auf der Außenwandfläche ein profilierter Holzrahmen mit Verdachung. Verkröpftes Traufgesims, an einer Seite Krüppelwalm, an der anderen Seite ist das Haus mit dem Giebel an Haus Nr. 23 angebaut. Gemarkung Hückeswagen, Flur 17, Flurstück 73 | 1832–1860 | 29. Mai 1985                     | Baudenkmal 059 A-NF-20061109-0011    |
| weitere Bilder | Wohnhaus Kölner Straße 23                                   | Kölner Straße 23 Karte                                 | Erbaut 1. Hälfte 19. Jahrhundert (lt. Urkataster zwischen 1832 und 1860); zweigeschossiges und traufseitig zur Straße gelegenes Wohnhaus. Hoher verputzter Sockel mit freiliegenden Kellerfenstern. Ganzseitig verschiefert. Zur Straßenseite fünf Fensterachsen mit Eingang in der Mittelachse über einläufige Freitreppe, zweigeteiltes Türblatt mit Oberlicht und Gebälkstück. Über der Mittelachse ein Zwerchgiebel (das ehemals vorhandene Halbkreisfenster wurde verschlossen). Im Dachgeschoss des Giebels Ladeluke mit seitlichen kleinen Fenstern und Aufzugsbalken. Verkröpftes Traufgesims, an einer Seite Krüppelwalm, auf der anderen Seite angebaut an Haus Kölner Straße 21. Gemarkung Hückeswagen, Flur 17, Flurstück 73 | 1832–1860 | 29. Mai 1985                     | Baudenkmal 060 A-NF-20061109-0012    |
| weitere Bilder | Wohnhaus Kölner Straße 30                                   | Kölner Straße 30 Karte                                 | Erbaut Ende 18./Anfang 19. Jahrhundert; Das Haus ist mit dem Gebäude Kölner Straße 32 als Einheit zu betrachten. Es ist aber anzunehmen, dass das Haus Kölner Straße 32 an das vorhandene Gebäude Kölner Straße 30 angebaut wurde. Zweigeschossiges Fachwerkhaus über langgestrecktem Grundriss; teilweise verschiefert; an der Giebelseite freiliegendes Fachwerk; die Fenster an dieser Seite im Erd- und Obergeschoss wurden geschlossen; zweiflügelige gesprosste Holzfenster; traufseitiger Eingang mit Verdachung; ein später aufgesetztes Dachhaus; Krüppelwalmdach. | 1776–1825 |                                  | A-NF-20061109-0015                   |
| weitere Bilder | Wohn- und Geschäftshaus Kölner Straße 32                    | Kölner Straße 32 Karte                                 | Erbaut 18./19. Jahrhundert (lt. Urkataster vor 1832); Bildet zusammen mit dem Wohnhaus Kölner Straße 30 eine zusammenhängende Bebauung. Zweigeschossiges Haus; die freiliegenden Seiten sind verschiefert; Krüppelwalmdach; traufseitiger Eingang. Gemarkung Hückeswagen, Flur 17, Flurstück 327 | 1701–1832 | 21. Juli 1983                    | Baudenkmal 065 A-NF-20061109-0016    |
| weitere Bilder | Wohnhaus (Pfarrhaus)                                        | Kölner Straße 34 Karte                                 | Erbaut Ende des 19. Jahrhunderts. Zweigeschossiges, völlig verschiefertes, traufständiges Haus in vier zu drei Achsen; giebelseitiger Eingang mit Dreiecksverdachung, Gebälkstücke über den Fenstern, verkröpftes Traufgesims. Gemarkung Hückeswagen, Flur 17, Flurstück 61 | 1876–1900 | 21. Juli 1983                    | Baudenkmal 066 A-NF-20061109-0017    |
| weitere Bilder | Evangelische Johanniskirche                                 | Kölner Straße 36 Karte                                 | Erbaut 1837 (inschriftlich datiert). Klassizistischer Saalbau mit rechteckigem Chorschluss aus Bruchsteinmauerwerk; Eckquaderung und Fenstergewände aus Werkstein, hölzerne Dachreiter, umlaufendes Traufgesims; an der Westseite drei Eingänge mit profiliertem Gewände, Okulus im Giebeldreieck; vier rundbogige Fenster an den Langseiten. Gemarkung Hückeswagen, Flur 17, Flurstück (69) | 1837      | 21. Juli 1983                    | Baudenkmal 067 A-NF-20061109-0018    |
| weitere Bilder | Landwirtschaftliches Gebäude Kormannshausen 4               | Kormannshausen 4 Karte                                 | Erbaut Anfang des 19. Jahrhunderts. zweigeschossiges Fachwerkhaus auf langgestreckt rechteckigem Grundriss; Stockwerksbauweise; eine Traufseite ist blechbehangen; ein Giebeldreieck verbrettert, eine Giebelseite erneuert; zwei traufseitige Eingänge, der rechte mit Gebälkstück; an einer Traufseite zweigeschossiger, neuerer Anbau. Gemarkung Neuhückeswagen, Flur 4, Flurstück 216 | 1801–1825 | 21. Juli 1983                    | Baudenkmal 068 A-NF-20061109-0019    |
| weitere Bilder | Wohnhaus Marktberg 1                                        | Marktberg 1                                            | Erbaut 1. Hälfte 19. Jahrhundert (lt. Urkataster vor 1832). Zweigeschossiges Fachwerkhaus auf hohem, massivem Sockel und talseitig freiliegendem Kellereingang; eine Giebelseite verschiefert; giebelseitiger, außermittiger Eingang mit originalem Türblatt und Oberlicht. Gemarkung Hückeswagen, Flur 15, Flurstück 77 | 1801–1832 | 21. Juli 1983                    | Baudenkmal 070 A-NF-20061109-0020    |
| weitere Bilder | Wohnhaus Marktberg 2                                        | Marktberg 2 Karte                                      | Erbaut Mitte 19. Jahrhundert. Zweigeschossiges, dreiseitig verschiefertes Fachwerkhaus auf hohem massivem und talseitig freiliegendem Sockel mit zusätzlichen Eingängen; ein Eingang giebelseitig mit Freitreppe, Oberlicht und Gebälkstück; zweiter Eingang traufseitig, ebenfalls mit Oberlicht und Gebälkstück; originale Türblätter. Gemarkung Hückeswagen, Flur 15, Flurstück 76 | 1826–1875 | 21. Juli 1983                    | Baudenkmal 071 A-NF-20061109-0021    |
| weitere Bilder | Wohnhaus Marktstraße 2                                      | Marktstraße 2 Karte                                    | | 1801      |                                  | A-NF-20070110-0003                   |
| weitere Bilder | Wohn- und Geschäftshaus Marktstraße 7/9                     | Marktstraße 7/9 Karte                                  | Erbaut Ende 18. Jahrhundert; Zweigeschossiges, völlige verkleidetes Haus (verschiefert und mit Eternitschiefer verkleidet) auf nahezu quadratischem Grundriss; massiver, verputzter Sockel mit talseitig freiliegenden Kellereingängen; giebelständig zur Straße liegend mit zwei giebelseitigen Eingängen; zwei große Schaufenstereinbrüche im Erdgeschoss. Gemarkung Hückeswagen, Flur 15, Flurstück 26 und 27 | 1776–1800 | 9. Mai 1984                      | Baudenkmal 072 A-NF-20061109-0022    |
| weitere Bilder | Wohn- und Geschäftshaus Marktstraße 11                      | Marktstraße 11 Karte                                   | Erbaut 2. Hälfte 18. Jahrhundert; zweigeschossiges Fachwerkhaus, giebelständig zur Straße liegend auf hohem, massivem Sockel mit zusätzlichem Eingang im Sockelgeschoss; völlig verschiefert; vorkragendes Obergeschoss; im Erdgeschoss an der Straßenseite neuer Ladeneinbau; verkröpftes Traufgesims; zwei Gewölbekeller in verschiedener Höhe. Gemarkung Hückeswagen, Flur 15, Flurstück 29 | 1751–1800 | 24. April 1984                   | Baudenkmal 073 A-NF-20061109-0023    |
| weitere Bilder | Wohn- und Geschäftshaus Marktstraße 14                      | Marktstraße 14 Karte                                   | Erbaut 1. Hälfte des 19. Jahrhunderts (lt. Urkataster zwischen 1832 und 1860); Zweigeschossiges Haus mit ursprünglich acht Fensterachsen, straßenseitig verschiefert, auf der rückwärtigen Traufseite mit Teerpappe verkleidet, an einer Giebelseite zur Hälfte verbrettert, zur Hälfte Fachwerk freiliegend; Krüppelwalmdach; an der straßenseitigen Traufseite liegt ein Zwerchgiebel mit Halbkreisfenster über den mittleren vier Fensterachsen; verkröpftes Traufgesims; im Erdgeschoss mehrere störende Schaufenstereinbauten; erneuerter, traufseitiger Einbau mit Gebälkstück. Gemarkung Hückeswagen, Flur 15, Flurstück 121, 123 | 1832–1860 | 26. August 1983                  | Baudenkmal 089 A-NF-20061114-0006    |
| weitere Bilder | Wohn- und Geschäftshaus Marktstraße 19                      | Marktstraße 19 Karte                                   | Erbaut Ende 18./Anfang 19. Jahrhundert; Zweigeschossiges, giebelständiges Haus; der Giebel ist verschiefert; eine Traufseite ist angebaut an Haus Nr. 17, die andere Traufseite ist verputzt; giebelseitiger Eingang, ausgebautes Dachgeschoss, Aufzugsbalken; im Erdgeschoss Ladeneinbau; Haustür aus neuerer Zeit; an der rückwärtigen Giebelseite zweigeschossiger moderner, massiver Anbau. Gemarkung Hückeswagen, Flur 15, Flurstück 32 | 1776–1825 | 10. Mai 1984                     | Baudenkmal 074 A-NF-20061109-0024    |
| weitere Bilder | Wohn- und Geschäftshaus Marktstraße 20                      | Marktstraße 20 Karte                                   | Erbaut 1. Hälfte des 19. Jahrhunderts (lt. Urkataster zwischen 1832 und 1860); Bildet zusammen mit dem Haus Nr. 22 als Doppelhaus eine Einheit. An den anderen Giebel ist das Haus Nr. 18 angebaut. Das Doppelhaus 20/22 ist zweigeschossig, völlig verschiefert und hat straßenseitig acht Fensterachsen. Ein traufseitiger Zwerchgiebel über den vier mittleren Fensterachsen liegend; verputzter Sockel; im Erdgeschoss zwei störende Schaufenstereinbrüche; zwei erneuerte Eingänge. Gemarkung Hückeswagen, Flur 15, Flurstück 128 | 1832–1860 | 25. April 1984                   | Baudenkmal 090 A-NF-20061114-0007    |
| weitere Bilder | Wohnhaus Marktstraße 21                                     | Marktstraße 21 Karte                                   | Erbaut 18./19. Jahrhundert (lt. Urkataster vor 1832). Das Haus bildet ein Doppelhaus zusammen mit dem Nachbargebäude Marktstraße 23. Zweigeschossiges, giebelständiges Haus; die breite Giebelseite zur Straße ist verschiefert; die übrigen Seiten sind verschiefert, bzw. mit Eternit und Teerpappe verkleidet; hoher Sockel, ausgebautes Dachgeschoss; zwei giebelseitige Eingänge über Freitreppen; einige erneuerte Fenster; eine Besitzeraufteilung des Gebäudes entlang des Firstes macht sich nach außen in unterschiedlichen Fensterformaten und unterschiedlichem Erhaltungszustand bemerkbar. Gemarkung Hückeswagen, Flur 15, Flurstück 34 | 1701–1832 | 22. Juli 1983                    | Baudenkmal 075 A-NF-20061109-0025    |
| weitere Bilder | Wohnhaus Marktstraße 22                                     | Marktstraße 22 Karte                                   | Erbaut 1. Hälfte des 19. Jahrhunderts (lt. Urkataster zwischen 1832 und 1860). Bildet zusammen mit dem Haus Nr. 20 als Doppelhaus eine Einheit. Das Doppelhaus 20/22 ist zweigeschossig, völlig verschiefert und hat straßenseitig acht Fensterachsen. Ein traufseitiger Zwerchgiebel über den vier mittleren Fensterachsen liegend mit rundbogiger Ladeluke mit Seitenfenstern; verputzter Sockel; im Erdgeschoss zwei störende Schaufenstereinbrüche; zwei erneuerte Eingänge; die Haustür des Hauses Nr. 22 stammt aus dem Jahre 1961 und hat ein Oberlicht mit Laterne. Gemarkung Hückeswagen, Flur 15, Flurstück 129 | 1832–1860 | 25. April 1984                   | Baudenkmal 091 A-NF-20061114-0008    |
| weitere Bilder | Wohnhaus Marktstraße 23                                     | Marktstraße 23 Karte                                   | Erbaut 18./19. Jahrhundert (lt. Urkataster vor 1832). Bildet zusammen mit dem Gebäude Marktstraße 21 ein Doppelhaus. Zweigeschossiges, giebelständiges Haus; die breite Giebelseite zur Straße ist verschiefert; die übrigen Seiten sind verschiefert bzw. mit Eternit und Teerpappe verkleidet; hoher Sockel; ausgebautes Dachgeschoss; zwei giebelseitige Eingänge über Freitreppen; einige erneuerte Fenster; eine Besitzeraufteilung des Gebäudes entlang des Firstes macht sich nach außen in unterschiedlichen Fensterformaten und unterschiedlichem Erhaltungszustand bemerkbar. Gemarkung Hückeswagen, Flur 15, Flurstück 35 | 1701–1832 | 22. Juli 1983                    | Baudenkmal 076 A-NF-20061113-0001    |
| weitere Bilder | Wohnhaus Marktstraße 25                                     | Marktstraße 25 Karte                                   | Erbaut 18./19. Jahrhundert, im Kern evtl. älter (lt. Urkataster vor 1832). Das Haus bildet zusammen mit dem Gebäude Marktstraße 27 ein Doppelhaus. Zweigeschossiges, giebelständig zur Straße liegendes Wohnhaus; teilweise verschiefert bzw. verbrettert, teilweise freiliegendes Fachwerk; hoher gestufter Sockel; an der rückwärtigen Giebelseite schmaler, zweigeschossiger, verkleideter Anbau, zusätzlich zwei hölzerne Windfänge. Das Haus ist firstparallel in zwei Besitztümer geteilt; an der rechten Seite des Giebels ein Ladeneinbau mit Gebälkstück von 1900, daneben außermittig sitzender, erneuerter Eingang; Teil Nr. 25 hat eine Ladeluke im Giebel; Teil Nr. 27 hat ein auffällig vorkragendes Obergeschoss (Stockwerksbauweise); das Dach von Nr. 27 ist leicht abgeknickt; im hinteren Bereich liegt der First niedriger, offensichtlich sind hier zwei Bauepochen zu erkennen. Gemarkung Hückeswagen, Flur 15, Flurstück 212 | 1701–1832 | 22. Juli 1983                    | Baudenkmal 077 A-NF-20061113-0002    |
| weitere Bilder | Wohnhaus Marktstraße 27                                     | Marktstraße 27 Karte                                   | Erbaut 18./19. Jahrhundert, im Kern evtl. älter (lt. Urkataster vor 1832). Bildet zusammen mit dem Haus Marktstraße 25 ein Doppelhaus. Zweigeschossiges, giebelständig zur Straße liegendes Wohnhaus; teilweise verschiefert bzw. verbrettert, teilweise freiliegendes Fachwerk; hoher gestufter Sockel; an der rückwärtigen Giebelseite schmaler, zweigeschossiger, verkleideter Anbau, zusätzlich zwei hölzerne Windfänge. Das Haus ist firstparallel in zwei Besitztümer geteilt; an der rechten Seite des Giebels ein Ladeneinbau mit Gebälkstück von 1900, daneben außermittig sitzender erneuerter Eingang; Teil Nr. 25 hat eine Ladeluke im Giebel; Teil Nr. 27 hat ein auffällig vorkragendes Obergeschoss (Stockwerksbauweise); das Dach von Nr. 27 ist leicht abgeknickt; im hinteren Bereich liegt der First niedriger, offensichtlich sind hier zwei Bauepochen zu erkennen. Gemarkung Hückeswagen, Flur 15, Flurstücke 15 und 37 | 1701–1832 | 26. August 1983                  | Baudenkmal 078 A-NF-20061113-0003    |
| weitere Bilder | Wohnhaus Marktstraße 28                                     | Marktstraße 28 Karte                                   | Die Häuser Marktstraße 28 bis 32 sind als ein zusammenhängendes Gebäude zu betrachten. Erbaut Ende 18./ Anfang 19. Jahrhundert. Zweigeschossiges, völlig verkleidetes Wohnhaus auf breitrechteckigem Grundriss und hohem, verputztem Sockel mit talseitig freiliegenden Kellereingängen; dreiseitig verschiefert, an der rückwärtigen Traufseite mit Eternit verkleidet, vorkragendes Obergeschoss; erneuerte Eingänge, davon zwei traufseitig und einer giebelseitig; neuer Dachausbau, einige erneuerte Fenster; auffällig an diesem Haus ist der sehr breite Giebel mit zwei Dachgeschossen und Ladeluke im Haus Nr. 28; zum Haus Nr. 28 gehört ein zweigeschossiges, an der Bongardstraße traufständiges Gebäude mit massivem Sockelgeschoss, Erd- und Obergeschoss verschiefert, eine Giebelseite holzverkleidet, hier angebaut ein eingeschossiger Anbau mit massivem Bruchstein-Sockelgeschoss und Fachwerkaufbau. Gemarkung Hückeswagen, Flur 15, Flurstück 134 | 1776–1825 | 10. Mai 1984                     | Baudenkmal 092 A-NF-20061114-0009    |
| weitere Bilder | Wohnhaus Marktstraße 29                                     | Marktstraße 29 Karte                                   | Erbaut 18./19. Jahrhundert (lt. Urkataster vor 1832). Zweigeschossiges, völlig verschiefertes und mit Teerpappe verkleidetes Wohnhaus; hoher massiver und verputzter Sockel mit Quaderimitation und freiliegenden Kellerfenstern; an der rückwärtigen Giebelseite 1 1/2 geschossiger, verkleideter Anbau, teilweise vorkragendes Obergeschoss; straßenseitiger, außermittiger, erneuerter, giebelseitiger Eingang mit Freitreppe; der größte Teil der Fenster ist erneuert. Gemarkung Hückeswagen, Flur 15, Flurstücke 38 und 40 | 1701–1832 | 24. April 1984                   | Baudenkmal 079 A-NF-20061113-0004    |
| weitere Bilder | Wohnhaus Marktstraße 30                                     | Marktstraße 30 Karte                                   | Die Häuser Marktstraße 28–32 sind als ein zusammenhängendes Gebäude zu betrachten. Erbaut Ende 18./Anfang 19. Jahrhundert. Zweigeschossiges, völlig verkleidetes Wohnhaus auf breitrechteckigem Grundriss und hohem, verputztem Sockel mit talseitig freiliegenden Kellereingängen; dreiseitig verschiefert, an der rückwärtigen Traufseite mit Eternit verkleidet; vorkragendes Obergeschoss; erneuerte Eingänge, davon zwei traufseitig und einer giebelseitig; neuer Dachausbau, einige erneuerte Fenster; auffällig an diesem Haus ist der sehr breite Giebel mit zwei Dachgeschossen und Ladeluke im Haus Nr. 28. Gemarkung Hückeswagen, Flur 15, Flurstück 172 | 1776–1825 | 10. Mai 1984                     | Baudenkmal 093 A-NF-20061114-0010    |
| weitere Bilder | Wohnhaus Marktstraße 32                                     | Marktstraße 32 Karte                                   | Die Häuser Marktstraße 28 bis 32 sind als ein zusammenhängendes Gebäude zu betrachten. Erbaut Ende 18./ Anfang 19. Jahrhundert. Zweigeschossiges, völlig verkleidetes Wohnhaus auf breitrechteckigem Grundriss und hohem, verputztem Sockel mit talseitig freiliegenden Kellereingängen; dreiseitig verschiefert, an der rückwärtigen Traufseite mit Eternit verkleidet; vorkragendes Obergeschoss; erneuerte Eingänge, davon zwei traufseitig und einer giebelseitig; neuer Dachausbau, einige erneuerte Fenster; auffällig an diesem Haus ist der sehr breite Giebel mit zwei Dachgeschossen und Ladeluke im Haus Nr. 28. Gemarkung Hückeswagen, Flur 15, Flurstück 136 | 1776–1825 | 10. Mai 1984                     | Baudenkmal 094 A-NF-20061114-0011    |
| weitere Bilder | Wohnhaus Marktstraße 33                                     | Marktstraße 33 Karte                                   | Erbaut 2. Hälfte des 18. Jahrhunderts; Bildet zusammen mit dem Nachbargebäude Nr. 35 eine Einheit. Zweigeschossiges, völlig verschiefertes und mit Eternit verkleidetes Fachwerkhaus; giebelständig zur Straße liegend auf hohem massivem und gestuftem Sockel; die hintere Giebelseite ist Ende des 19. Jh. verändert worden, was zur Abwalmung des Daches geführt hat; freiliegende Kellereingänge und Fenster; zwei erneuerte giebelseitige Eingänge; vorkragendes Obergeschoss am Giebel. Gemarkung Hückeswagen, Flur 15, Flurstücke 42 | 1751–1800 | 24. April 1984                   | Baudenkmal 080 A-NF-20061113-0005    |
| weitere Bilder | Wohnhaus (altes Eichamt), Marktstraße 34                    | Marktstraße 34 Karte                                   | Erbaut 1776, Umbau Ende 19. Jahrhundert. Zweigeschossiges Fachwerkhaus, dreiseitig verschiefert; der Straßensituation folgend abgeknickt; Krüppelwalmdach; an der rückwärtigen Traufseite liegt das Fachwerk teilweise frei, soweit es nicht von einem schmaleren späteren Anbau verdeckt wird; Geschossbauweise – wird an den verschieferten Seiten durch ein umlaufendes Geschossgesims betont; verkröpftes Traufgesims mit Zahnschnitt; traufseitiger Eingang mit profiliertem Gewände, seitlichen Fenstern, neubarockem Oberlicht und neubarocker Laterne; zusätzlich zwei Eingänge in das talseitig freiliegende hohe, massive und verputzte Sockelgeschoss. Gemarkung Hückeswagen, Flur 15, Flurstück 137 | 1776      | 22. Juli 1983                    | Baudenkmal 095 A-NF-20061114-0012    |
| weitere Bilder | Wohnhaus Markstraße 35                                      | Marktstraße 35 Karte                                   | Erbaut 2. Hälfte des 18. Jahrhunderts; Bildet zusammen mit dem Nachbargebäude Nr. 33 eine Einheit. Zweigeschossiges, völlig verschiefertes und mit Eternit verkleidetes Fachwerkhaus; giebelständig zur Straße liegend auf hohem, massivem und gestuftem Sockel; die hintere Giebelseite ist Ende des 19. Jh. verändert worden, was zur Abwalmung des Daches geführt hat; freiliegende Kellereingänge und Fenster; zwei erneuerte giebelseitige Eingänge; vorkragendes Obergeschoss am Giebel. Gemarkung Hückeswagen, Flur 15, Flurstück 43 | 1751–1800 | 24. April 1984                   | Baudenkmal 081 A-NF-20061113-0006    |
| weitere Bilder | Wohnhaus Marktstraße 37                                     | Marktstraße 37 Karte                                   | Erbaut 18./19. Jahrhundert (lt. Urkataster vor 1832). Bildet zusammen mit dem Gebäude Nr. 39 ein Doppelhaus. Zweigeschossiges giebelständig zur Straße liegendes, teilweise verschiefertes und teilweise blechbehangenes Wohnhaus auf hohem massivem Sockel mit talseitig freiliegenden Kellerfenstern; zwei giebelseitige Eingänge, der linke Eingang (Haus Nr. 37) mit Jugendstiltürblatt, der rechte (Haus Nr. 39) mit Oberlicht und neuem Türblatt; Ladeluke mit seitlichen Fenstern und Flaschenzug im Giebel; an der rückwärtigen Giebelseite ist ein neuer Loggienanbau vorhanden; das Haus ist in Längsrichtung geteilt; die Teilung erfolgt außerhalb der Giebelmitte. Gemarkung Hückeswagen, Flur 15, Flurstück 44 | 1701–1832 | 22. Juli 1983                    | Baudenkmal 082 A-NF-20061113-0007    |
| weitere Bilder | Wohnhaus Marktstraße 39                                     | Marktstraße 39 Karte                                   | Erbaut 18./19. Jahrhundert (lt. Urkataster vor 1832). Bildet zusammen mit dem Gebäude Nr. 37 ein Doppelhaus. Zweigeschossiges, giebelständig zur Straße liegendes, teilweise verschiefertes und teilweise blechbehangenes Wohnhaus auf hohem massivem Sockel mit talseitig freiliegenden Kellerfenstern; zwei giebelseitige Eingänge, der linke Eingang (Haus Nr. 37) mit Jugendstiltürblatt, der rechte (Haus Nr. 39) mit Oberlicht und neuem Türblatt; Ladeluke mit seitlichen Fenstern und Flaschenzug im Giebel; an der rückwärtigen Giebelseite ist ein neuer Loggienanbau vorhanden; das Haus ist in Längsrichtung geteilt; die Teilung erfolgt außerhalb der Giebelmitte. Gemarkung Hückeswagen, Flur 15, Flurstück 45 | 1701–1832 | 22. Juli 1983                    | Baudenkmal 083 A-NF-20061114-0001    |
| weitere Bilder | Wohnhaus Marktstraße 41                                     | Marktstraße 41 Karte                                   | Erbaut wahrscheinlich Anfang des 19. Jahrhunderts; Zweigeschossiges Wohnhaus, giebelständig zur Straße liegend, an beiden Seiten angebaut an die Häuser Nr. 39 und Nr. 43; mit den Nachbarhäusern durch dazwischengefügte Satteldächer verbunden; giebelseitig verschiefert, an der Rückseite teilweise blechbehangen, teilweise verschiefert; giebelseitiger Mitteleingang mit Freitreppe, zu beiden Seiten Fenster mit neubarocken Verdachungen; massiver und talseitig mit Fensteröffnungen versehener Sockel. Gemarkung Hückeswagen, Flur 15, Flurstück 46 | 1801–1825 | 25. April 1984                   | Baudenkmal 084 A-NF-20061114-0002    |
| weitere Bilder | Wohnhaus Marktstraße 43                                     | Marktstraße 43 Karte                                   | Erbaut im 19. Jahrhundert (Anfang des Jh.?). Zweigeschossiges Wohnhaus, angebaut an Nr. 41 (verbunden mit einem dazwischengefügten Satteldach), giebelständig zur Straße liegend; straßenseitig und an der rückwärtigen Giebelseite verschiefert, traufseitig mit Eternit verkleidet; vorkragendes Obergeschoss; hoher massiver Sockel; an der rückwärtigen Giebelseite zweigeschossiger, schmalerer, auf massivem Bruchsteinsockel liegender Anbau des späten 19. Jahrhunderts, blechbehangen, mit Eternit verkleidet; giebelseitiger Eingang mit Oberlicht und Türblatt des 19. Jahrhunderts, daneben großes querrechteckiges Fenster mit Verdachung und Holzrahmung um 1900. Gemarkung Hückeswagen, Flur 15, Flurstück 47 | 1801–1825 | 10. Mai 1984                     | Baudenkmal 085 A-NF-20061114-0003    |
| weitere Bilder | Wohnhaus Marktstraße 47                                     | Marktstraße 47 Karte                                   | Erbaut Mitte des 19. Jahrhunderts. Zweigeschossiges, teilweise verschiefertes, teilweise blechbehangenes Wohnhaus auf hohem, massivem Sockel und talseitig freiliegenden Kellereingängen; straßenseitig fünf Fensterachsen; Krüppelwalmdach; schmaler, zweigeschossiger, verschieferter und blechbehangener Anbau an der zweiten Giebelseite; Eingang mit Gebälkstück und seitlichen Fenstern in der Mittelachse; verkröpftes Traufgesims. Gemarkung Hückeswagen, Flur 15, Flurstück 149 | 1826–1875 | 22. Juli 1983                    | Baudenkmal 086 A-NF-20061114-0004    |
| weitere Bilder | Evangelische Pauluskirche                                   | Marktstraße 51 Karte                                   | Die Kirche in ihrer heutigen Form wurde in den Jahren 1783 bis 1786 erstellt. Ursprünglich Schlosskapelle; zum Ende des 13. Jahrhunderts als Pfarrkirche zuerst erwähnt, nach der Reformation Kirche der reformierten Gemeinde. Stattlicher Neubau 1783–1786 als tonnengewölbter Bruchstein-Saal mit hohem gebrochenem Dach, chorartiger Sakristei im Osten und eingebautem Westturm, der von hübscher Schweifhaube mit Laterne bekrönt ist. Einheitliche klassizistische Ausstattung der Zeit um 1830; dreiseitig umgeführte Empore; Altar-Kanzel-Orgel-Prospekt. Auch das gusseiserne Fenstermaßwerk gehört dem frühen 19. Jahrhundert an. Gemarkung Hückeswagen, Flur 15, Flurstück 151 | 1783–1786 | 22. Juli 1983                    | Baudenkmal 087 A-NF-20061114-0005    |
| weitere Bilder | Wohn- und Geschäftshaus Neuenholte 2                        | Neuenholte 2 Karte                                     | Erbaut nach Mitte 19. Jahrhundert; Stattliches verschiefertes Fachwerkhaus mit Krüppelwalmdach, zweigeschossig, dreiseitig mit kleinförmigen Eternittafeln verkleidet, die straßenseitige Traufseite ist verschiefert. Sechs Achsen, Eingang in der Mittelachse mit Oberlicht, Gebälkstück und seitlichem Fenster; über der Mittelachse Zwerchhaus mit Fenster und Ladeluke; trotz der äußerlichen Veränderungen (Dacheindeckung, Verschieferung, teilweise Fenster) ist das Gebäude weitgehend im Originalzustand erhalten. Gemarkung Neuhückeswagen, Flur 20, Flurstück 51 | 1851–1900 | 12. Oktober 1984                 | Baudenkmal 096 A-NF-20061114-0013    |
| weitere Bilder | Landwirtschaftliches Gebäude Niederlangenberg 5             | Niederlangenberg 5 Karte                               | Erbaut Mitte des 19. Jahrhunderts. Zweigeschossiges, zweiseitig verschiefertes Fachwerkhaus; Krüppelwalmdach; angebauter Stallteil; traufseitiger Mitteleingang mit erneuertem Türblatt, Oberlicht, Freitreppe; zusätzlich zwei weitere Eingänge in dem Stallteil, einer davon giebelseitig, der zweite traufseitig. Gemarkung Neuhückeswagen, Flur 12, Flurstück 211 | 1826–1875 | 22. Juli 1983                    | Baudenkmal 097 A-NF-20061114-0014    |
| weitere Bilder | Wohn- und Geschäftshaus Peterstraße 8                       | Peterstraße 8 Karte                                    | Erbaut Anfang des 19. Jahrhunderts (lt. Urkataster vor 1832); Die Eigentumseinheiten Peterstraße 8 und Peterstraße 10 bilden ein Doppelhaus. Zweigeschossiges langgestrecktes Wohnhaus auf hohem gestuftem und massivem Sockel. Dreiseitig verschiefert und an der rückwärtigen Traufseite verbrettert. An der rückwärtigen Traufseite niederer späterer Anbau mit Eingang für Haus Nr. 8. Der Eingang für Haus Nr. 10 in der Giebelseite. Dieses Haus hat eine Ladeluke im Giebel. Bei Haus Nr. 8 ein erkerartig vorgezogener Ladeneinbau an der straßenseitigen Traufseite. Gemarkung Hückeswagen, Flur 4, Flurstück 333, 330 | 1801–1832 | 28. Mai 1985                     | Baudenkmal 107 A-NF-20061114-0021    |
| weitere Bilder | Wohnhaus Peterstraße 10                                     | Peterstraße 10 Karte                                   | Erbaut Anfang des 19. Jahrhunderts (lt. Urkataster vor 1832); Die Eigentumseinheiten Peterstraße 8 und Peterstraße 10 bilden ein Doppelhaus. Zweigeschossiges langgestrecktes Wohnhaus auf hohem gestuftem und massivem Sockel. Dreiseitig verschiefert und an der rückwärtigen Traufseite verbrettert. An der rückwärtigen Traufseite niederer späterer Anbau mit Eingang für Haus Nr. 8. Der Eingang für Haus Nr. 10 in der Giebelseite. Dieses Haus hat eine Ladeluke im Giebel. Bei Haus Nr. 8 ein erkerartig vorgezogener Ladeneinbau an der straßenseitigen Traufseite. Gemarkung Hückeswagen, Flur 4, Flurstück 332 | 1801–1832 | 29. Mai 1985                     | Baudenkmal 108 A-NF-20061114-0022    |
| weitere Bilder | Wohn- und Geschäftshaus Peterstraße 12                      | Peterstraße 12 Karte                                   | Erste Hälfte 19. Jahrhundert erbaut (lt. Urkataster vor 1832); Zweigeschossiges, verschiefertes, giebelständiges Haus; das Haus liegt am Hang und ist im rückwärtigen Teil nur eingeschossig; gestufter Sockel; an der straßenseitigen Giebelseite im Erdgeschoss Eingang und Fenster in neubergischen Schmuckformen; weiterer traufseitiger Eingang; 2 1/2geschossiger, teils massiver, teils verschieferter, später angefügter Anbau an der Trauf- und rückwärtigen Giebelseite. Gemarkung Hückeswagen, Flur 4, Flurstück 405 | 1801–1832 | 26. August 1983                  | Baudenkmal 109 A-NF-20061114-0023    |
| weitere Bilder | Villa Clarenbach (Postgebäude)                              | Peterstraße 13 Karte                                   | Erbaut Mitte des 19. Jahrhunderts (nach Urkataster zwischen 1832 und 1860). Zweigeschossiges Gebäude über fast quadratischem Grundriss, verputzt, mit Walmdach, in drei zu fünf Achsen; an der Straßenseite sind die mittleren drei Achsen risalitartig vorgezogen, durch Pilaster gegliedert und mit Dreiecksgiebel gekrönt; im Giebeldreieck Halbkreisfenster; rückwärtig zweigeschossiger verglaster moderner Treppenhausanbau. | 1832–1860 | 7. Juli 1983 (Bescheid durch RP) | Baudenkmal 098 A-NF-20061114-0015    |
| weitere Bilder | Wohnhaus Peterstraße 15                                     | Peterstraße 15 Karte                                   | Die Eigentumseinheiten Peterstraße 15 und Peterstraße 17 bilden ein zusammenhängendes Doppelhaus. Erbaut Mitte des 19. Jh. (lt. Urkataster vor 1832). Zweigeschossiges verschiefertes Doppelhaus über rechteckigem Grundriss mit Krüppelwalmdach und verkröpften Traufgesimsen. Zur Straßenseite hin sieben Achsen, wobei die mittleren drei zusammengezogen sind. Eingänge in der zweiten und sechsten Achse; doppelflügelige Eingangstür mit Oberlicht, Verdachungen mit Konsolen. An der straßenseitigen Traufseite ein breitgelagerter Dreiecksgiebel mit Thermenfenster über den mittleren fünf Achsen. Am Giebel und der rückwärtigen Traufseite von Nr. 15 1-2geschossige neuere Anbauten, die nicht zum Baudenkmal gehören. Grundrissveränderungen im Inneren von Nr. 15. Gemarkung Hückeswagen, Flur 4, Flurstück 465 | 1801–1832 | 6. Mai 1985                      | Baudenkmal 099 A-NF-20061114-0016    |
| weitere Bilder | Wohnhaus Peterstraße 17                                     | Peterstraße 17 Karte                                   | Die Eigentumseinheiten Peterstraße 15 und Peterstraße 17 bilden ein zusammenhängendes Doppelhaus. Erbaut Mitte des 19. Jh. (lt. Urkataster vor 1832); Zweigeschossiges verschiefertes Doppelhaus über rechteckigem Grundriss mit Krüppelwalmdach und verkröpften Traufgesimsen. Zur Straßenseite hin sieben Achsen, wobei die mittleren drei zusammengezogen sind. Eingang in der zweiten und sechsten Achse; doppelflügelige Eingangstüren mit Oberlicht, Verdachungen mit Konsolen. an der straßenseitigen Traufseite ein breitgelagerter Dreiecksgiebel mit Thermenfenster über den mittleren fünf Achsen. Am Giebel und der rückwärtigen Traufseite von Nr. 15 1-2geschossige neuere Anbauten, die nicht zum Baudenkmal gehören. Grundrissveränderungen im Inneren von Nr. 15. Gemarkung Hückeswagen, Flur 4, Flurstück 466 | 1801–1832 | 6. Mai 1985                      | Baudenkmal 100 A-NF-20061114-0017    |
| weitere Bilder | Wohnhaus Peterstraße 21                                     | Peterstraße 21 Karte                                   | Mitte 19. Jahrhundert erbaut (lt. Urkataster zwischen 1832 und 1860). Dreigeschossiges, völlig verschiefertes Haus mit talseitig freiliegendem, verputztem Sockelgeschoss; Krüppelwalmdach; an der straßenseitigen Längsseite 10 Achsen; zwei Eingänge in den jeweils dritten Achsen von außen, mit Oberlicht und Gebälkstück; über den mittleren acht Achsen des Gebäudes befindet sich ein breitgelagerter Dreiecksgiebel mit Fenster; an den beiden Giebelseiten je vier Achsen; die Höhen der Fenster nehmen von unten nach oben ab; verkröpftes Traufgesims; an der rückwärtigen Traufseite verschieferter, auf Stützen gelagerter Erker sowie ein hölzerner Balkon. Gemarkung Hückeswagen, Flur 4, Flurstück 512 | 1832–1860 | 22. Juli 1983                    | Baudenkmal 101 A-NF-20061114-0018    |
| weitere Bilder | Wohnhaus Peterstraße 23                                     | Peterstraße 23 Karte                                   | Erbaut Mitte des 19. Jh. (lt. Urkataster zwischen 1832 und 1860). Zweigeschossiges völlig verschiefertes Haus mit talseitig freiliegendem verputztem Sockel. An der straßenseitigen Längsseite fünf Achsen mit Eingang in der Mittelachse. Der Eingang mit seitlichen Fenstern und Gebälkstück hat ein erneuertes Türblatt. Das darüberliegende Fenster ist entsprechend dreigeteilt. Über den mittleren drei Achsen ein breitgelagerter Dreiecksgiebel mit einem Halbkreisfenster. An der Giebelseite je vier Achsen, wobei einige Fensteröffnungen zwischenzeitlich geschlossen wurden. Im Dachgeschoss einer Seite zwei rundbogige Fenster, an der anderen Seite Ladeluke mit seitlichen kleinen Fenstern. Krüppelwalmdach, verkröpftes Traufgesims. Gemarkung Hückeswagen, Flur 4, Flurstück 518 | 1832–1860 | 7. Mai 1985                      | Baudenkmal 102 A-NF-20061114-0019    |
| BW | Wohnhaus Peterstraße 35                                     | Peterstraße 35 Karte                                   | Erbaut Mitte des 19. Jh. (lt. Urkataster zwischen 1832 und 1860). Zweigeschossiges teilweise verschiefertes und teilweise blechbehangenes Wohngebäude mit talseitig freiliegendem Sockelgeschoss. An der straßenseitigen Längsseite Eingang in der Mittelachse mit zweiflügeligem Türblatt und Oberlicht; seitlich davon je zwei parallel einander zugeordnete Fensterachsen; über den mittleren drei Achsen breitgelagerter Dreiecksgiebel mit unterteiltem Halbkreisfenster. An einer Giebelseite Ladeluke im Dachgeschoss mit seitlichen kleinen Fenstern; an der anderen Giebelseite zweigeschossiges verschiefertes Haus, das nicht zum Denkmal gehört. Krüppelwalmdach; verkröpfte Traufgesimse. Gemarkung Hückeswagen, Flur 4, Flurstück 414 Gebäude existiert nicht mehr | 1832–1860 | 28. Mai 1985                     | Baudenkmal 104 A-NF-20061114-0020    |
| weitere Bilder | Wohnhaus Peterstraße 80                                     | Peterstraße 80 Karte                                   | Erbaut ca. 1850–1860. Zweigeschossiges, völlig verschiefertes Wohnhaus auf massivem Sockel mit straßenseitig fünf Fensterachsen; die mittlere Achse ist risalitartig vorgezogen, hat einen Eingang mit erneuertem Türblatt, Dreiecksgiebel mit Zahnschnitt als Verdachung und flankierenden Pilastern; das über dem Mitteleingang liegende Fenster ist durch die Fensterüberdachung in Dreiecksform ebenfalls betont; niederer schmaler Anbau an der rückwärtigen Traufseite. Gemarkung Neuhückeswagen, Flur 18, Flurstücke 523 | 1850–1860 | 9. Januar 1984                   | Baudenkmal 110 A-NF-20061114-0024    |
| weitere Bilder | Villa Schnabel                                              | Bachstraße 2a (früher: Rader Straße 1) Karte           | Erbaut Mitte des 19. Jahrhunderts (lt. Kataster zwischen 1832 und 1860). Zweigeschossige verputzte Villa mit Walmdach; an der straßenseitigen Langseite ist die mittlere von fünf Fensterachsen risalitartig vorgezogen, hat einen rundbogigen Eingang, darüber ein Fenster mit Dreiecksgiebel; umlaufendes Traufgesims mit Zahnschnitt, profiliertes Fenstergewände mit Palmetten als Schlussstein, Sohlbänke mit Konsolen; die Mittelachsen der beiden kurzen Seiten sind ebenfalls betont, eine durch Mitteleingang mit Freitreppe und darüberliegendem Doppelfenster mit Dreiecksgiebel, einige zugemauerte Fenster; Veränderung an der rückwärtigen Seite, erneuertes Türblatt. Gemarkung Hückeswagen, Flur 3, Flurstück 186 | 1832–1860 | 26. August 1983                  | Baudenkmal 111 A-NF-20061128-0001    |
| weitere Bilder | Wohnhaus (altes Bürgermeisteramt)                           | Rader Straße 15 Karte                                  | Erbaut Ende 19. Jahrhundert. Zweigeschossiges, völlig verschiefertes Haus über talseitig freiliegendem Sockelgeschoss; Fenster und Türen mit profilierten Werksteingewänden; an der straßenseitigen Traufseite fünf Fensterachsen, in der Mittelachse sind die Fenster breiter, die seitlichen Achsen sind paarweise angeordnet; zwei giebelseitige Eingänge, Gebälkstücke über Türen und Fenstern; moderne Balkons an den beiden Giebelseiten. Gemarkung Hückeswagen, Flur 10, Flurstück 941 | 1876–1900 | 6. September 1983                | Baudenkmal 112 A-NF-20061128-0002    |
| Wohnhaus Rader Straße 17 | Wohnhaus Rader Straße 17                                    | Rader Straße 17 Karte                                  | Erbaut in der 2. Hälfte des 19. Jahrhunderts. Zweigeschossiges, völlig verschiefertes Haus über massivem und geschlämmtem Sockel; freiliegende Kellerfenster; an der straßenseitigen Traufseite vier Fensterachsen, die jeweils paarweise einander zugeordnet sind; giebelseitiger Eingang mit erneuertem Türblatt; Fenster und Tür mit Gebälkstücken; grüne Fensterläden; umlaufendes Traufgesims; eingeschossiger, kleiner, verschieferter Anbau und später angesetzter Balkon an der rückwärtigen Traufseite. Gemarkung Hückeswagen, Flur 10, Flurstück 541 | 1851–1900 | 14. Juli 1983                    | Baudenkmal 113 A-NF-20061128-0004    |
| Wohnhaus Rader Straße 19 | Wohnhaus Rader Straße 19                                    | Rader Straße 19 Karte                                  | Erbaut Ende des 19. Jahrhunderts. Zweigeschossiges, verschiefertes und mit Eternit verkleidetes Haus; an der Straßenseite fünf Achsen; Eingang in der Mittelachse über Freitreppe, erneuertes Türblatt; Satteldach; verkröpftes Traufgesims; an der rückwärtigen Traufseite zweigeschossiger, verschieferter Anbau. Gemarkung Hückeswagen, Flur 10, Flurstück 650 | 1876–1900 | 22. Juli 1983                    | Baudenkmal 114 A-NF-20061128-0005    |
| Wohnhaus Rader Straße 21 | Wohnhaus Rader Straße 21                                    | Rader Straße 21 Karte                                  | Zweigeschossiges Haus auf hohem, verputztem Sockel mit freiliegenden Kellerfenstern und Eingang; Krüppelwalmdach; straßenseitig vier Fensterachsen, Gebälkstücke über den Fenstern, grüne Fensterläden; giebelseitiger Eingang über Freitreppe, originales Türblatt; verkröpftes Traufgesims mit Zahnschnitt; zweigeschossiger mit Eternit verkleideter Anbau an der rückwärtigen Traufseite. Gemarkung Hückeswagen, Flur 10, Flurstück 438 | 1851–1900 | 22. Juli 1983                    | Baudenkmal 115 A-NF-20061128-0006    |
| weitere Bilder | Landwirtschaftliches Gebäude Vogelsholl 2                   | Vogelsholl 2 Karte                                     | Erbaut im 18. Jahrhundert; Zweigeschossiges Fachwerkhaus in Stockwerksbauweise, im rückwärtigen Stallteil massiv erneuert, verputzt und das Fachwerk teilweise aufgemalt; an einer Traufseite und im vorderen Giebeldreieck verbrettert; im Fachwerk fallen die kurzen, gedrungenen Kopfbänder des Erdgeschosses auf sowie in den Feldern unter den Fenstern des Obergeschosses die aus gebogenen Zierstreben zusammengesetzten Rauten; weiterhin hat das Fachwerk des Obergeschosses geschwungene Kopfstreben; auffällig ist, dass ein Eckständer zusammen mit seinem Kopfband aus einem Stück gearbeitet wurde. Drei erneuerte traufseitige Eingänge; hoher, massiver und verputzter Sockel; die Fenster sind in Originalgröße erhalten, die ehemaligen Fenster mit Bleisprossen sind allerdings ausgewechselt worden. Gemarkung Neuhückeswagen, Flur 20, Flurstück 135 | 1701–1800 | 1. Februar 1984                  | Baudenkmal 117 A-NF-20061128-0007    |
| weitere Bilder | Wohn- und Geschäftshaus Waidmarktstraße 11                  | Waidmarktstraße 11 Karte                               | Erbaut in der 1. Hälfte des 19. Jahrhunderts; Zweigeschossiges, dreiseitig verschiefertes Wohnhaus auf massivem und verputztem Sockel; an der verschieferten Traufseite springt die hintere Hälfte des Erdgeschosses leicht zurück; gesprosste Holzfenster; an der Giebelseite im Erdgeschoss Ladeneinbau aus der Zeit um 1900; Krüppelwalmdach. Gemarkung Hückeswagen, Flur 16, Flurstück 114 | 1801–1850 | 17. November 1983                | Baudenkmal 118 A-NF-20061129-0001    |
| weitere Bilder | Wohn- und Geschäftshaus Weierbachstraße 1                   | Weierbachstraße 1 Karte                                | Erbaut Ende 19. Jahrhundert (lt. Urkataster Grundstück schon vor 1832 bebaut); erbaut 1890; Zweigeschossiges, völlig verschiefertes Wohnhaus auf hohem, massivem Sockel, der besonders talseitig freiliegt und an der straßenseitigen Traufseite ein freiliegendes Kellerfenster hat; an der straßenseitigen Traufseite fünf Fensterachsen; Mitteleingang mit originalem Türblatt, neuer Freitreppe und Gebälkstück; seitlich davon werden zwei Fensterachsen von einem originalen Ladeneinbau eingenommen; verkröpftes Traufgesims mit Zahnschnitt, Gebälkstücke als Fensterverdachung. Gemarkung Hückeswagen, Flur 17, Flurstück 302 | 1890      | 26. August 1983                  | Baudenkmal 119 A-NF-20061129-0002    |
| Wohn- und Geschäftshaus Weierbachstraße 2 | Wohn- und Geschäftshaus Weierbachstraße 2                   | Weierbachstraße 2 Karte                                | Erbaut um 1905, Eckgebäude mit Mansarddach; zweigeschossig, völlig verschiefert; die Brandmauern zu den anschließenden Gebäuden in der Weierbachstraße und der Kölner Straße sind teilweise freiliegend; im Erdgeschoss Ladeneinbau der Bauzeit; Eckerker; darunter eingezogener Eingang; auf dem Dach eine Reihe Dachgauben und über dem Eckerker eine kleinere Gaube mit hochgestelltem Ovalfenster und neubarocker Umrahmung; Traufgesims mit Akanthusdekoration. Das Gebäude ist prägend für die Ecksituation Kölner-/Weierbachstraße. Gemarkung Hückeswagen, Flur 17, Flurstück 109 | 1905      | 10. Mai 1984                     | Baudenkmal 126 A-NF-20061204-0005    |
| weitere Bilder | Wohnhaus Weierbachstraße 4                                  | Weierbachstraße 4 Karte                                | Erbaut um 1820, evtl. früher. Zweigeschossiges, völlig verschiefertes Wohnhaus mit straßenseitig fünf Fensterachsen; Krüppelwalmdach; Eingang in der Mittelachse mit seitlichen Fenstern, Zopfstiltür, girlandenverziertes Oberlicht, darüber Türverdachung mit Girlanden und Voluten, die Haustüranlage stammt aus der Erbauerzeit des Hauses; an eine Giebelseite ist das Wohn- und Geschäftshaus Weierbachstraße 2 (Gaststätte) angebaut; die Fenster des Obergeschosses mit ihren Oberlichtern stammen aus dem Anfang des 20. Jh. Das Gebäude enthielt früher eine Bäckerei; im Keller befindet sich noch ein größerer Backofen. Gemarkung Hückeswagen, Flur 17, Flurstück 109 | 1820      | 15. Mai 1984                     | Baudenkmal 127 A-NF-20061204-0006    |
| weitere Bilder | Wohn- und Gaststättengebäude Weierbachstraße 5              | Weierbachstraße 5 Karte                                | Erbaut 1. Hälfte 19. Jahrhundert, im Kern älter, spätere Umbauten (lt. Urkataster erbaut vor 1832). Zweigeschossiges, verschiefertes bzw. blechbehangenes Wohnhaus auf massivem Sockel; eine Giebelseite ist abgeknickt und hat ein abgewalmtes Dach; an der Rückseite ist zu erkennen, dass es sich um ein Doppelhaus handelt, da die Traufhöhen verschieden sind und die dort freiliegende Fachwerkkonstruktion unterschiedlich ist; traufseitiger Eingang mit originalem Türblatt. Gemarkung Hückeswagen, Flur 17, Flurstück 132 | 1801–1832 | 22. Juli 1983                    | Baudenkmal 120 A-NF-20061129-0003    |
| Wohn- und Geschäftshaus Weierbachstraße 6 | Wohn- und Geschäftshaus Weierbachstraße 6                   | Weierbachstraße 6 Karte                                | Erbaut Anfang des 19. Jahrhunderts (lt. Urkataster vor 1832); Zweigeschossiges, völlig verschiefertes Wohnhaus, giebelständig zur Straße liegend; traufseitiger Mitteleingang mit Gebälkstück. Ein sich über das ganze Erdgeschoss der Giebelseite erstreckender neuer Ladeneinbau. Gemarkung Hückeswagen, Flur 17, Flurstück 108 | 1801–1832 | 21. Februar 1985                 | Baudenkmal 128 A-NF-20061204-0008    |
| weitere Bilder | Wohn- und Geschäftshaus Weierbachstraße 8                   | Weierbachstraße 8 Karte                                | Erbaut Ende 19. Jahrhundert. Zweigeschossiges, völlig verschiefertes Wohnhaus auf massivem und verputztem Sockel; die von vorne gesehen rechte Fensterachse ist risalitartig vorgezogen, die Fenster haben Dreiecksgiebel als Verdachung; ein originaler Ladeneinbau mit dem Hauseingang erstreckt sich im Erdgeschoss über die restlichen drei Fensterachsen; verkröpftes Traufgesims mit Zahnschnitt; straßenseitig Gebälkstücke als Fensterverdachung. Gemarkung Hückeswagen, Flur 17, Flurstück 107 | 1876–1900 | 14. September 1983               | Baudenkmal 129 A-NF-20061204-0009    |
| weitere Bilder | Pfarrhaus Weierbachstraße 15                                | Weierbachstraße 15 Karte                               | Erbaut um 1900. Zweigeschossiges Backsteingebäude mit Krüppelwalmdach auf nahezu quadratischem Grundriss; Ecklisenen; Geschosssims, unter der Traufe umlaufender Rundbogenfries, verkröpftes Traufgesims, rundbogige Fenster; der Eingangsbereich an der Giebelseite ist risalitartig vorgezogen, hat einen rundbogigen Mitteleingang mit Türblatt der Erbauungszeit und zweiläufiger Freitreppe, über dem Eingang rundbogige Fenster; in der Giebelzone zwei rundbogige Fenster, die eine rundbogige Nische mit Madonnenfigur flankieren; zusätzlicher traufseitiger Eingang. Gemarkung Hückeswagen, Flur 17, Flurstück 170 | 1900      | 22. Juli 1983                    | Baudenkmal 121 A-NF-20061129-0004    |
| weitere Bilder | Wohn- und Geschäftshaus Weierbachstraße 19 (alte Walkmühle) | Weierbachstraße 19 Karte                               | Erbaut Anfang 19. Jahrhundert (lt. Urkataster vor 1832). Zweigeschossiges, verputztes Bruchsteingebäude auf hohem Sockel; Walmdach; drei zu drei Achsen; über dem Mitteleingang rundbogige Nische mit Plastik des Heiligen Antonius. Gemarkung Hückeswagen, Flur 17, Flurstück 170 | 1801–1832 | 22. Juli 1983                    | Baudenkmal 122 A-NF-20061204-0001    |
| weitere Bilder | Wohnhaus Weierbachstraße 20                                 | Weierbachstraße 20 Karte                               | Erbaut 2. Hälfte 19. Jahrhundert. Zweigeschossiges, völlig verschiefertes Wohnhaus mit straßenseitig vier Fensterachsen und einem zur Wohnung ausgebauten Sockelgeschoss; an der rückwärtigen Traufseite niederer, schmalerer, verschieferter, neuerer Anbau; zusätzlich verschiefertes Dachhaus; im Erd- und Obergeschoss verschieden ausgebildete Gebälkstücke als Fensterverdachungen; verkröpftes Traufgesims; außermittig sitzender, traufseitiger Eingang ins Sockelgeschoss mit neuem Türblatt; vorkragendes Erdgeschoss. Gemarkung Hückeswagen, Flur 17, Flurstück 321 | 1851–1900 | 25. April 1984                   | Baudenkmal 130 A-NF-20061204-0010    |
| ehemalige evangelische Volksschule | ehemalige evangelische Volksschule                          | Weierbachstraße 22 Karte                               | Erbaut um 1900. Ehemalige evangelische Volksschule, heute als Wohnhaus genutzt. Zweigeschossiges, völlig verschiefertes und blechbehangenes Wohnhaus auf Hausteinsockel mit straßenseitig neuen Fensterachsen; die Mittelachse der Straßenseite ist risalitartig vorgezogen, hat einen Eingang mit Dreiecksgiebel als Verdachung und wird von einem Zwerchgiebel mit abgewalmtem Dach überfangen; ein zusätzlicher Eingang liegt an der rückwärtigen Traufseite in einem niederen, schmalen verschieferten Anbau; Gebälkstücke teilweise mit Konsolen als Fensterverdachung. Gemarkung Hückeswagen, Flur 17, Flurstück 251 | 1900      | 25. April 1984                   | Baudenkmal 131 A-NF-20061204-0011    |
| Wohnhaus Weierbachstraße 23 | Wohnhaus Weierbachstraße 23                                 | Weierbachstraße 23 Karte                               | Erbaut Mitte des 19. Jahrhunderts. Zweigeschossiges, völlig verschiefertes und mit Blech behangenes Wohnhaus auf hohem, massivem Sockel und talseitig freiliegendem Kellergeschoss; an der rückwärtigen Traufseite Anbau mit Pultdach; traufseitiger, außermittiger Eingang mit neuem Türblatt, Gebälkstück und Oberlicht; verkröpftes Traufgesims; auffällig sind die unterschiedlichen Höhen von Erd- und Obergeschoss. Gemarkung Hückeswagen, Flur 17, Flurstück 140 | 1826–1875 | 25. April 1984                   | Baudenkmal 123 A-NF-20061204-0003    |
| Wohnhaus Weierbachstraße 24 | Wohnhaus Weierbachstraße 24                                 | Weierbachstraße 24 Karte                               | Erbaut 2. Hälfte 19. Jahrhundert. Zweigeschossiges, völlig verschiefertes Wohnhaus mit straßenseitig fünf Fensterachsen; hoher massiver Sockel, verputzt, mit freiliegenden Kellerfenstern; traufseitiger Mitteleingang, originales Türblatt mit Laterne und Gebälkstück, zweiläufige Freitreppe; verkröpftes Traufgesims; straßenseitig Gebälkstücke als Fensterverdachung. Gemarkung Hückeswagen, Flur 17, Flurstück 89 | 1851–1900 | 25. April 1984                   | Baudenkmal 132 A-NF-20061204-0012    |
| weitere Bilder | Wohnhaus Weierbachstraße 25                                 | Weierbachstraße 25 Karte                               | Erbaut 1. Hälfte des 19. Jahrhunderts (lt. Urkataster zwischen 1832 und 1860). Zweigeschossiges, völlig mit Eternit bzw. Blech verkleidetes Wohnhaus auf hohem, massivem und verputztem Sockel, der talseitig zu einer Wohnung ausgebaut worden ist; Krüppelwalmdach, traufseitiger Eingang mit Gebälkstück, seitlichen Fenstern und Türblatt aus dem Jahre 1941; an einer Giebelseite neuer Garagenanbau. Gemarkung Hückeswagen, Flur 17, Flurstück 190 | 1832–1860 | 25. April 1984                   | Baudenkmal 124 A-NF-20061204-0004    |
| weitere Bilder | Wupperbrücke bei Kleineichen / An der Schlossfabrik         | Kleineichen / An der Schlossfabrik Karte               | Erbaut Mitte des 19. Jahrhunderts (Baupläne von 1856), Doppelbogenbrücke in Grauwackenaturstein über die Wupper, Länge ca. 28 m, Fahrbahnbreite ca. 4,50 m; Stahlrohrgeländer aus der Erbauungszeit. Die Brücke liegt im Zuge der wichtigsten Verkehrsverbindung von Wipperfürth nach Hückeswagen (nach dem Urkataster von 1828 "Iserstrote" genannt). Gemarkung Neuhückeswagen, Flur 18, Flurstücke 1396, 1395, 1397 tlw. | 1856      | 8. Februar 1988                  | Baudenkmal 134 A-NF-20061204-0013    |
| weitere Bilder | Kriegerdenkmal von 1910                                     | am Schlosshang, Bahnhofstraße                          | Kriegerdenkmal von 1910, ca. 16 m langes Bauwerk aus Granitblöcken auf einem Stufenplateau. Es besteht aus einem beherrschenden Mittelstück mit an beiden Seiten symmetrisch angegliederten Wänden und Pfeilern. In die Granitblöcke eingemeißelter bergischer Löwe und Hückeswagener Stadtwappen. Am Mittelblock ist ein Relief mit dem Doppelbildnis der deutschen Kaiser Wilhelm I und Friedrich III angebracht. Nicht mehr vorhanden sind Kriegerfiguren mit Fahne und Kranz, der Adler, sowie die ursprünglichen Gedenktafeln. Neugestalteter Treppenaufgang aus neuester Zeit. Gemarkung Hückeswagen, Flur 15, Flurstücke 191, 204 | 1910      | 18. August 1986                  | Baudenkmal 135 A-NF-20061204-0014    |
| weitere Bilder | Wohnhaus Friedrichstraße 4                                  | Friedrichstraße 4 Karte                                | Erbaut Mitte 19. Jahrhundert.; Traufständiges, zweigeschossiges völlig verschiefertes Fachwerkhaus auf hohem, verputztem Sockel, mit freiliegenden Kellerfenstern und Krüppelwalmdach; straßenseitig fünf Fensterachsen, Eingang in der Mittelachse, zweiflügelige, kunstvoll verzierte Tür mit Oberlicht und Gebälkstück; verkröpftes Traufgesims. An einer Giebelseite zwei Fensterachsen, Ladeluke mit seitlichen Fenstern und Aufzugsbalken, an der anderen Giebelseite wurden die Fenster entfernt und zugemauert. Gemarkung Hückeswagen, Flur 17, Flurstück 283 | 1826–1875 | 18. November 1985                | Baudenkmal 136 A-NF-20061204-0015    |
| weitere Bilder | Wohn- und Geschäftshaus Friedrichstraße 12–16               | Friedrichstraße 12–16 Karte                            | Erbaut 2. Hälfte 19. Jahrhundert. Zweigeschossiges langgestrecktes traufständiges Wohn- und Geschäftshaus mit acht zu zwei Achsen. Die äußeren Achsen sind jeweils leicht vorgezogen und durch Rundbogenfenster besonders betont (asymmetrisch). Die rechte äußere Achse zur Friedrichstraße ist mit einem Dreiecksgiebel versehen. Die Anordnung wiederholt sich auf der Seite zur Bachstraße. Je zwei Eingänge auf den beiden Seiten mit zweiflügeligen originalen Türblättern und Oberlichtern. Im freistehenden Giebel Rundbogenfenster. Satteldach. Umlaufendes Gesims. Ladeneinbau im Erdgeschoss zur Friedrich- und zur Bachstraße. Gemarkung Hückeswagen, Flur 17, Flurstück 279 | 1851–1900 | 7. Januar 1986                   | Baudenkmal 137 A-NF-20061204-0016    |
| weitere Bilder | Rote Fabrik (Fuhr) (ehemalige Fabrik Hueck)                 | Fuhr 12 Karte                                          | Erbaut Mitte des 19. Jahrhunderts (vermutlich 1845) mit Erweiterungen 1889 bis 1895; dreigeschossige Fabrikanlage in Backsteinbauweise mit neun zu drei Achsen. Satteldach. Das Gebäude wird durch zwei oktogonale Treppentürme mit Zeltdach eingefasst. Auf den Türmen je eine Wetterfahne mit den Inschriften "AH" und "1879". Zum Baudenkmal gehören später hinzugekommene Anbauten in Ziegelbauweise an der westlichen Seite: Zweigeschossiges Maschinenhaus mit Satteldach, zwei Achsen zur Westseite, Rundfenster im Giebel (erbaut 1891); eine etwas niedrigere Sheddachhalle, in einzelnen Sheds sind wiederum Rundfenster eingebaut (erbaut in zwei Abschnitten zu jeweils drei Sheds 1889 und 1895). Gemarkung Neuhückeswagen, Flur 14, Flurstück 352 | 1845      | 7. April 1987                    | Baudenkmal 138 A-NF-20061204-0017    |
| weitere Bilder | Wohnhaus Goethestraße 26                                    | Goethestraße 26 Karte                                  | Erbaut Ende des 19. Jahrhunderts; Zweigeschossiges, völlig verschiefertes Wohnhaus auf Hausteinsockel mit fünf Fensterachsen an der straßenseitigen Traufseite; rückwärtig schmaler, niederer Anbau, völlig verschiefert; traufseitiger Mitteleingang mit originalem Türblatt, Oberlicht und Gebälkstück mit Konsolen, Freitreppe; seitlich davon wurde der ehemalige Ladeneinbau zu zwei langgestreckten Fenstern umgebaut, die unter einem langen Gebälkstück mit Zahnschnittfries zusammengefasst sind; Gebälkstücke mit Zahnschnitt als Fensterverdachung, das verkröpfte Traufgesims hat ebenfalls Zahnschnitt. Gemarkung Hückeswagen, Flur 17, Flurstück 264 | 1876–1900 | 15. Juli 1983                    | Baudenkmal 139 A-NF-20061204-0018    |
| ehemaliges Fabrikgebäude Hangberg 1 | ehemaliges Fabrikgebäude Hangberg 1                         | Hangberg 1 Karte                                       | Erbaut 1. Hälfte 19. Jahrhundert; Zweigeschossiges Fachwerkgebäude mit acht zu zwei Achsen, Satteldach. Originale kleinteilige Sprossenfenster. Ursprünglich wurde das Gebäude zu etwa 2/3 für Fabrikationszwecke und zu 1/3 als Wohnraum genutzt. Das Fachwerkgebäude war Teil der Tuchfabrikanlage der Firma Carl Bockhackers Nachfolger; die übrigen Gebäude wurden in den 1920er Jahren abgerissen. Gemarkung Neuhückeswagen, Flur 3, Flurstück 128 | 1801–1850 | 7. Januar 1986                   | Baudenkmal 140 A-NF-20061204-0019    |
| weitere Bilder | Wohn- und Geschäftshaus Marktstraße 1                       | Marktstraße 1 Karte                                    | Erbaut 18. Jahrhundert; Zweigeschossiges Wohn- und Geschäftsgebäude auf langgestrecktem Grundriss, verschiefert, traufständig, verkröpftes Traufgesims, an einer Giebelseite angebaut an das Gebäude Marktstraße 3, der andere Giebel ist leicht abgeknickt, hoher massiver Sockel in Quadermauerwerk. Erdgeschoss der Vorderfront aus dem Jahre 1906; Schaufensteranlage mit Eingang in der Mitte, rechts Hauseingang mit originaler einflügeliger Tür, Seitenfenster und Oberlicht. Die Türanlage ist reichlich verziert. Schaufensteranlage und Hauseingang werden von einem Geschossgesims zusammengefasst. Im rückwärtigen Bereich ein langgestreckter eingeschossiger Anbau aus dem Jahre 1898. Hoher Sockel in Ziegelmauerwerk. Erdgeschoss in Fachwerk mit Ziegelausmauerung. Auf das hintere Ende des Anbaues wurde Anfang des Jahrhunderts ein kleines Gartenhaus aufgesetzt. Gemarkung Hückeswagen, Flur 17, Flurstück 34 | 1701–1800 | 30. April 1986                   | Baudenkmal 144 A-NF-20061204-0022    |
| weitere Bilder | Wohn- und Geschäftshaus Marktstraße 24/26                   | Markstraße 24/26 Karte                                 | Erbaut vermutlich im 18. Jahrhundert. Zweigeschossiges völlig verschiefertes Fachwerkhaus über massivem Sockel mit Satteldach. Einziges giebelständiges Haus der südlichen Marktstraßenseite. Zwei giebelseitige Eingänge, zwei Ladeneinbauten im Erdgeschoss. Das Haus ist in Längsrichtung geteilt; die Teilung erfolgt außerhalb der Giebelmitte. Im rückwärtigen Bereich mehrere kleinere Anbauten. Gemarkung Hückeswagen, Flur 15, Flurstück 131 | 1701–1800 | 11. August 1986                  | Baudenkmal 145 A-NF-20061204-0023    |
| weitere Bilder | Wohnhaus (ehemalige Volksschule) Neuenherweg 9              | Neuenherweg 9 Karte                                    | Erbaut 1817, erweitert 1886. Eingeschossiges Fachwerkgebäude mit Krüppelwalmdach traufständig, Eingang zur Straße mit originalem Türblatt, Oberlicht und Gebälkstück. Veränderung von zwei Fenstern zur Straßenseite hin. Rückwärtig massiver Anbau aus neuester Zeit. Von 1817 bis 1922 war im Gebäude die Schule des Schulbezirkes Herweg untergebracht. Vor dem Gebäude Denkmal von 1892 zu Ehren des Lehrers Dortkampf. Gemarkung Neuhückeswagen, Flur 9, Flurstück 169 | 1817      | 7. Januar 1986                   | Baudenkmal 146 A-NF-20061204-0024    |
| weitere Bilder | Wohnhaus Bahnhofstraße 28                                   | Bahnhofstraße 28 Karte                                 | Wohnhaus erbaut vor 1897 durch Salomon Hager. Zweigeschossiges Gebäude auf nahezu quadratischem Grundriss mit je drei zu drei Fensterachsen, hoher Grauwackesteinsockel. Die verschieferte Fassade wird durch umlaufende Gurtgesimse gegliedert und durch mehrflügelige Fenster mit Futter, Bekleidung, Verdachung und Läden belebt. Die rechte Fensterachse zur Straßenseite ist risalitartig vorgezogen und durch breitere Fenster betont. Übergiebelte Gauben und Okuli ermöglichen eine Nutzung des Mansarddaches. Seitlicher Eingang über hohe zweiläufige Freitreppe aus Grauwacke. Originales Treppengeländer. Originale zweiflügelige Haustür mit Oberlicht. Gemarkung Hückeswagen, Flur 3, Flurstück 449 | 1897      | 9. März 1989                     | Baudenkmal 147 A-NF-20061205-0001    |
| weitere Bilder | Wohnhaus Bahnhofstraße 32                                   | Bahnhofstraße 32 Karte                                 | Wohnhaus, erbaut 1898 durch Friedrich Hager. Zweigeschossiges Gebäude mit Mansarddach, hoher Grauwackesteinsockel; die verschieferte Fassade wird durch ein umlaufendes Gurtgesims sowie ein kräftiges Dachgesims gegliedert und durch mehrflügelige Fenster mit Futter, Bekleidung, Verdachung und Läden belebt. Zur Straßenseite drei Fensterachsen, wobei die rechte risalitartig vorgezogen und durch eine Überdachung betont wird. Übergiebelte Gauben ermöglichen eine Nutzung des Mansarddaches. Seitlicher Eingang über hohe zweiläufige Freitreppe aus Grauwacke; zweiflügelige Haustür mit Oberlicht; Treppenhaus, Grundrissaufteilung der Wohnungen sowie Ausstattung der Räume (Fußboden, Türen und Stuckrosetten) sind original erhalten. Gemarkung Hückeswagen, Flur 3, Flurstück 411 | 1898      | 30. Januar 1989                  | Baudenkmal 148 A-NF-20061205-0002    |
| weitere Bilder | Grenzstein bei Westenbrücke                                 | bei Westenbrücke                                       | Grenzstein. Ca. 1,00 m hoher Stein auf quadratischem Grundriss mit folgenden Inschriften: Nördliche Seite: R.B. Düsseldorf, Südliche Seite: R.B. Köln, Westliche Seite: Grenze (Ziffern unleserlich) von Born Gemarkung Neuhückeswagen, Flur 18, Flurstück 206, Datierung nach Grenzstein in Linde, Radevormwald, ebenfalls Denkmal | 1815      | 17. März 1989                    | Baudenkmal 149 A-NF-20061205-0003    |
| Fachwerkhaus Großberghauser Straße 4 | Fachwerkhaus Großberghauser Straße 4                        | Großberghauser Straße 4 Karte                          | Erbaut Ende 18./ Anfang 19. Jahrhundert. Freistehendes dreigeschossiges Fachwerkhaus. Das Gebäude ist durch zwei Bundwände quer in drei Zonen und in der Tiefe durch eine Mittellängswand gegliedert. Eingänge von der Straßenseite (vermutl. ehem. Rückseite) und der östlichen Giebelseite. Der ursprüngliche Haupteingang befand sich vermutlich auf der südlichen talseitigen Traufseite. Vor dem hier freiliegenden Kellergeschoss liegen zwei Lisenen in Grauwacke. Die Treppe vom Erdgeschoss zum Obergeschoss liegt längs der Mittelwand und dürfte während der 1920er Jahre eingebaut worden sein. Die Treppen vom 1. Obergeschoss bis zum Dachgeschoss sind aus der Erbauungszeit. Die hangseitigen Keller in Grauwacke sind längs zur Traufwand mit Tonnen eingewölbt. Talseitig ist nur der Mittelteil gewölbt; auf Seitenwänden aus Grauwacke liegt ein Ziegelgewölbe. Die weiteren Keller links und rechts hiervon sind flachgedeckt. Dachkonstruktion in Eiche als Kehlbalkendach und liegendem Stuhl. In der westlichen Giebelwand befindet sich eine Ladeluke. Das Dach ist als Schopfwalm (Krüppelwalm) ausgebildet. Die Fassaden sind in sechs zu drei nicht ganz symmetrischen Fensterachsen gegliedert. Fachwerk in Stockwerksbauweise. Gemarkung Neuhückeswagen, Flur 14, Flurstück 560 | 1776–1825 | 10. April 1995                   | Baudenkmal 151 A-NF-20061205-0004    |
| BW | Steengaden Kobeshofener Straße 13                           | Kobeshofener Straße 13 Karte                           | Mittelalterlicher Bruchstein-Gewölbekeller (Steengaden) mit quadratischem Grundriss; Rest eines mittelalterlichen Wehrturmes. Gemarkung Neuhückeswagen, Flur 18, Flurstück 119 | 451–1491  | 25. November 1985                | Baudenkmal 141 A-NF-20061205-0007    |
| Villa Wellenberg (Schnabel) | Villa Wellenberg (Schnabel)                                 | Friedrichstraße 38 Karte                               | Erbaut Ende des 19. Jahrhunderts; Zweigeschossige völlig verschieferte Villa mit Walmdach. Massives und verputztes Sockelgeschoss mit freiliegenden Kellerfenstern. Fünf Fensterachsen zur Straßenseite; die Mittelachse ist im Erdgeschoss durch einen Dreiecksgiebel als Verdachung betont. Dreiflügelige gesprosste Fenster mit Schlagläden. Eingang in seitlicher Schmalseite mit Freitreppe, Gebälkstück und Türblatt der Erbauungszeit. An der gegenüberliegenden Schmalseite befindet sich ein originaler Wintergarten. An der rückwärtigen Langseite ein schmaler verschieferter Anbau. Einige Dachgauben. Gemarkung Hückeswagen, Flur 2, Flurstück 470 | 1876–1900 | 6. Mai 1985                      | Baudenkmal 033 A-NF-20070109-0012    |
| weitere Bilder | Wohnhaus Heidenstraße 3                                     | Heidenstraße 3 Karte                                   | Erbaut Mitte des 19. Jahrhunderts (lt. Urkataster zwischen 1832 und 1860); Zweigeschossiges völlig verschiefertes Haus auf hohem Sockel mit freiliegenden Kellerfenstern. Walmdach. Vier zu zwei Fensterachsen. Garageneinbau aus neuerer Zeit zur Straßenseite. Das Gebäude gehörte ursprünglich zum Komplex Johanny; im Erdgeschoss war eine Art Remise eingebaut. Gemarkung Hückeswagen, Flur 17, Flurstück 3 | 1832–1860 | 6. Mai 1985                      | Baudenkmal 041 A-NF-20070109-0013    |
| weitere Bilder | Wohnhaus Heidenstraße 2–4                                   | Heidenstraße 2–4 Karte                                 | Erbaut Mitte des 19. Jahrhunderts (lt. Urkataster zwischen 1832 und 1860); Langgestreckter Zeilenbau in Fachwerkbauweise; dem Höhenverlauf folgend ein- bis zweigeschossig, gestufter Sockel. Teils Bruchstein, teils Backstein. Durchlaufendes Satteldach, welches zur Friedrichstraße hin als Krüppelwalmdach ausgebildet ist. Dreiseitig verschiefert. An der straßenseitigen Traufseite zwei Eingänge sowie je einen Eingang in den Giebelwänden. Im Bereich von Haus Nr. 2 kragt das Obergeschoss vor und wird im Erdgeschossbereich durch vorgelagerte Stützen abgefangen. An der hinteren Traufseite liegt das Fachwerk frei. Der Sockel ist hier teilweise in Bruchstein und teilweise in Ziegelmauerwerk. Hier Kellerfenster mit gemauerten Stichbögen. Im eingeschossigen Bereich von Haus Nr. 4 Kellerfenster mit Holzzargen. Gemarkung Hückeswagen, Flur 17, Flurstück 308 | 1832–1860 | 6. Mai 1985                      | Baudenkmal 042 A-NF-20070109-0014    |
| Wohnhaus Weierbachstraße 29 | Wohnhaus Weierbachstraße 29                                 | Weierbachstraße 29 Karte                               | Erbaut Mitte des 19. Jahrhunderts. Zweigeschossiges, völlig verschiefertes, fünfachsiges Wohnhaus auf hohem, massivem und verputztem Sockel, an der rückwärtigen Traufseite niederer, späterer Anbau; an einer Giebelseite schmalerer verschieferter Anbau, der in einen weiteren, niederen Neubau übergeht; traufseitiger Mitteleingang mit Türblatt der Erbauungszeit, Freitreppe, Oberlicht und Gebälkstück; ebenfalls Gebälkstücke als Fensterverdachungen; verkröpftes Traufgesims. Die Grundrisse im Inneren des Gebäudes entsprechen nicht mehr dem originalen Zustand. Gemarkung Hückeswagen, Flur 1, Flurstück 401 | 1826–1875 | 25. April 1984                   | Baudenkmal 125 A-NF-20070109-0016    |
| weitere Bilder | Wohnhaus Weierbachstraße 32                                 | Weierbachstraße 32 Karte                               | Erbaut in der 2. Hälfte des 19. Jahrhunderts. Zweigeschossiges, völlig verschiefertes Wohnhaus auf hohem, massivem und verputztem Sockel mit straßenseitig fünf Fensterachsen; der Eingangsbereich in der Mittelachse ist risalitartig vorgezogen, hat einen Eingang mit Gebälkstück, originalem Türblatt und zweiläufiger Freitreppe; dieser Mittelrisalit wird von einem Zwerchgiebel mit Rundfenster überfangen; verkröpftes Traufgesims mit Zahnschnitt; Gebälkstücke als Fensterverdachung an der straßenseitigen Traufseite; an der rückwärtigen Traufseite niedere Fachwerkanbauten. Gemarkung Hückeswagen, Flur 1, Flurstück 22 | 1851–1900 | 25. April 1984                   | Baudenkmal 133 A-NF-20070109-0017    |
| weitere Bilder | Wohnhaus Dürhagen 8                                         | Dürhagen 8 Karte                                       | 1930 in Kräwinklerbrücke durch die Fabrikantenfamilie Lausberg als Kontor und Wohngebäude errichtet. Transloziert und wieder errichtet in Dürhagen 1987 bis 1990. Stattliches zweigeschossiges, rundum verschiefertes Fachwerkhaus von fünf zu drei Achsen mit hohem Krüppelwalmdach. Traufseitig in der Mittelachse erschlossen führen drei Natursteinstufen zu dem repräsentativ gestalteten Haupteingang mit zweiflügeliger kassettierter Tür, Oberlicht, profilierten Bekleidungen, flankierenden Seitenfenstern und bekrönendem, volutengetragenem Abschlussgesims. Die Mittelachse der symmetrisch gestalteten Fassade wird von einem Zwerchgiebel mit Rundfenster betont, der auch auf der rückwärtigen Traufseite wiederholt ist und hier einem wohl später hinzugefügten zweigeschossigen Fachwerkvorbau aufsitzt. Der bergseitige Giebel zeigt im Dachgeschoss eine in der Mittelachse angebrachte hohe Ladeluke zwischen zwei Seitenfenstern. Das ausladende Traufgesims, die Ortgänge und die Gesimse der beiden Zwerchgiebel sind mit Bändern und Viertelstab in mehreren Rücksprüngen reich profiliert. Die zweiflügeligen Sprossenfenster mit profiliertem Kämpfer, Bekleidungen und Fensterläden sind in der straßenseitigen Fassade noch im Originalzustand einschließlich der Verglasung mit mundgeblasenen Butzenscheiben erhalten. Diele quer durch das Haus laufend mit jeweils einläufigen Treppen zwischen den Geschossen und beidseitig symmetrisch angeordneten Räumen (im Erdgeschoss links zur Fassade ein großer, dahinter ein kleiner, rechts und im Obergeschoss je drei). Im vorderen Dielenbereich Marmorbodenbelag; im rückwärtigen Teil des Hintereingangs und Kellerzugangs einfacher Sandsteinbelag. Der ehemalige längsgerichtete backsteingemauerte Gewölbekeller ging bei der Translozierung verloren. Das in Dürhagen errichtete moderne Kellergeschoss ist nicht Teil des Denkmales. Gemarkung Neuhückeswagen, Flur 2, Flurstücke 58, 59, 60 | 1830      | 11. Juni 1990                    | Baudenkmal 150 A-NF-20070109-0018    |
| weitere Bilder | Grabstätte Nörrenberg                                       | Städtischer Friedhof Teil I, Feld R, Reihe 12 Karte    | Zwei ca. 205 cm hohe Grabsteine für Arnoldine Nörrenberg geb. Johanny (1805 bis 1835) und Carl Nörrenberg (1805 bis 1847). Grabplatte für Clara Nörrenberg (1841 bis 1844). |           |                                  | Baudenkmal 003.01 A-NF-20070110-0002 |
| weitere Bilder | Grabstätte Wülfing                                          | Städtischer Friedhof Teil I, Feld R, Reihe 13 Karte    | Zwei Grabsteine (Höhe 158 cm) für Eduard Wülfing (1808 bis 1888) und Helene Wülfing (1861 bis 1938) sowie für Rosette Wülfing (1823 bis 1898) und Johann Peter Melchior Wülfing (1777 bis 1849). |           |                                  | Baudenkmal 003.02 A-NF-20070110-0002 |
| weitere Bilder | Grabstein Eduard Schnabel                                   | Städtischer Friedhof Teil I, Feld R, Reihe 13 Karte    | Grabstein (Höhe etwa 205 cm) für Eduard Schnabel (1793 bis 1840). |           |                                  | Baudenkmal 003.03 A-NF-20070110-0002 |
| weitere Bilder | Grabstein Franz Schnabel                                    | Städtischer Friedhof Teil I, Feld R, Reihe 13 Karte    | Grabstein (etwa 200 cm hoch) für Franz Schnabel (1790 bis 1840) und Johanne Elisabeth Schnabel geb. Verhaes (1795 bis 1879). |           |                                  | Baudenkmal 003.04 A-NF-20070110-0002 |
| weitere Bilder | Grabstein Carl Friedrich Schnabel                           | Städtischer Friedhof Teil I, Feld R, Reihe 13 Karte    | Grabsäule (Höhe etwa 235 cm) für Carl Friedrich Schnabel. |           |                                  | Baudenkmal 003.05 A-NF-20070110-0002 |
| weitere Bilder | Grabstein Johann Heinrich Zilles                            | Städtischer Friedhof Teil I, Feld R, Reihe 12 Karte    | Grabstein (Höhe etwa 270 cm) für Pfarrer Johann Heinrich Zilles. |           |                                  | Baudenkmal 003.06 A-NF-20070110-0002 |
| weitere Bilder | Grabstein Johann August Pullig                              | Städtischer Friedhof Teil I, Feld R, Reihe 12 Karte    | Grabstein (Höhe etwa 220 cm) für Pfarrer Johann August Pullig (1817 bis 1863). |           |                                  | Baudenkmal 003.07 A-NF-20070110-0002 |
| [[Vorlage:Bilderwunsch/code!/C:51.146548,7.336887!/D:Grabstein Caroline Wiehager, Städtischer Friedhof Teil I, Feld R, Reihe 13!/\|BW]]                | Grabstein Caroline Wiehager                                 | Städtischer Friedhof Teil I, Feld R, Reihe 13 Karte    | Grabstein (Höhe ca. 95 cm, Breite ca. 57 cm) für Caroline Wiehager geb. Engelskirchen (1813 bis 1843). |           |                                  | Baudenkmal 003.08 A-NF-20070110-0002 |
| weitere Bilder | Grabstein Johann Heinrich Schnabel                          | Städtischer Friedhof Teil I, Feld R, Reihe 13 Karte    | Grabstein (ca. 164 cm hoch, 90 cm breit) für Johann Heinrich Schnabel (1764 bis 1843) Pfarrer der evangelisch-reformierten Gemeinde. |           |                                  | Baudenkmal 003.09 A-NF-20070110-0002 |
| weitere Bilder | Grabstein Johanna Maria Schnabel                            | Städtischer Friedhof Teil I, Feld R, Reihe 13 Karte    | Grabstein (165 cm hoch, quadratischer Grundriss ca. 55 × 55 cm) für Johanna Maria Schnabel geb. Stahlschmidt (1770 bis 1847) und Gustav Schnabel (1805 bis 1825). |           |                                  | Baudenkmal 003.10 A-NF-20070110-0002 |
| Grabstein Katharine Margarete Johanny | Grabstein Katharine Margarete Johanny                       | Städtischer Friedhof Teil I, Feld R, Reihe 12 Karte    | Grabstein (ca. 240 cm hoch) für Katharine Margarete Johanny (1773 bis 1863). |           |                                  | Baudenkmal 003.11 A-NF-20070110-0002 |
| Grabstätte Familie Edelhagen | Grabstätte Familie Edelhagen                                | Städtischer Friedhof Teil I, Feld S, Reihe 5 Karte     | Grabstätte für Familie Peter Friedrich Edelhagen (1817 bis 1867), Kaufmann und Tuchfabrikant |           |                                  | Baudenkmal 003.12 A-NF-20070110-0002 |
| weitere Bilder | Grabstätte Hagenkötter                                      | Städtischer Friedhof Teil I, Feld P, Reihe 8 Karte     | Grabstätte für Hugo Hagenkötter (1855 bis 1910), Bürgermeister der Gemeinde Neuhückeswagen und zeitweise der Stadt Hückeswagen sowie seiner Frau Emma Hagenkötter geb. Kind (1855 bis 1934). Höhe des Grabsteines ca. 230 cm, Breite ca. 2,20 m. |           |                                  | Baudenkmal 003.13 A-NF-20070110-0002 |
| weitere Bilder | Grabstätte Familie Franz Schnabel                           | Städtischer Friedhof Teil I, Feld P, Reihe 1/2 Karte   | Grabstätte für Familie Franz Schnabel (1823 bis 1896), Tuchfabrikant. |           |                                  | Baudenkmal 003.14 A-NF-20070110-0002 |
| weitere Bilder | Grabsteine katholische Pfarrgeistlichkeit                   | Städtischer Friedhof Teil I, Feld A, Reihe 1/2 Karte   | Grabstätte der katholischen Pfarrer Giesen (1796 bis 1892), Heil (1834 bis 1915), Uerlichs (1874 bis 1952), Boventer (1880 bis 1942) und Rottländer (1888 bis 1973). |           |                                  | Baudenkmal 003.15 A-NF-20070110-0002 |
| [[Vorlage:Bilderwunsch/code!/C:51.146548,7.336887!/D:Grabsteine Ernst Meier und Emil Hasenburg, Städtischer Friedhof Teil I, Feld A, Reihe 1/2!/\|BW]] | Grabsteine Ernst Meier und Emil Hasenburg                   | Städtischer Friedhof Teil I, Feld A, Reihe 1/2 Karte   | Grabsteine für die evangelischen Pfarrer Ernst Meier (1861 bis 1907) und Emil Hasenburg (1899 bis 1949). |           |                                  | Baudenkmal 003.16 A-NF-20070110-0002 |
| weitere Bilder | Grabstätte Johanny                                          | Städtischer Friedhof Teil I, Feld O, Reihe 1/2 Karte   | Familiengrabstätte der Familie Johanny für Wilhelm Arnold Johanny (1770 bis 1837), Tuchfabrikant, Bürgermeister, Julius Johanny (1808 bis 1857), Ernst Johanny sen. (1810 bis 1882), Arnoldine Johanny (1844 bis 1847), Ernst Johanny jun. (1848 bis 1933), Anna Emma Carl (1879 bis 1914) jeweils mit Familienangehörigen. |           |                                  | Baudenkmal 003.17 A-NF-20070110-0002 |
| [[Vorlage:Bilderwunsch/code!/C:51.146548,7.336887!/D:Grabstätte Lausberg, Städtischer Friedhof Teil I, Feld O, Reihe 6!/\|BW]]                         | Grabstätte Lausberg                                         | Städtischer Friedhof Teil I, Feld O, Reihe 6 Karte     | Grabstätte für die Familie Johann Wilhelm Lausberg (1797 bis 1891), Karl Wilhelm Lausberg (1832 bis 1885) und Julius Lausberg (1872 bis 1965), Fabrikanten aus Krähwinklerbrücke. |           |                                  | Baudenkmal 003.18 A-NF-20070110-0002 |
| weitere Bilder | Grabstätte Schnabel                                         | Städtischer Friedhof Teil I, Feld O, Reihe 12 Karte    | Grabstätte der Familie August Schnabel, teilweise in Pflege der Stadt aufgrund Maria-Theresia-Stiftung. |           |                                  | Baudenkmal 003.19 A-NF-20070110-0002 |
| Grabstein Karl August Maximilian Bruch | Grabstein Karl August Maximilian Bruch                      | Städtischer Friedhof Teil I, Feld O, Reihe 16 Karte    | Grabstein für Pfarrer Karl August Maximilian Bruch (1838 bis 1897), Pfarrer der evangelisch-reformierten Gemeinde und Frau Maria, geb. Bockhacker, verw. Luchtenberg (1840 bis 1923). Grabstein etwa 135 cm hoch. |           |                                  | Baudenkmal 003.20 A-NF-20070110-0002 |
| Grabstätte von Brüsewitz | Grabstätte von Brüsewitz                                    | Städtischer Friedhof Teil I, Feld O, Reihe 16 Karte    | Familiengrabstätte von Brüsewitz: Hans von Brüsewitz (3. Okt. 1853 – 13. Mai 1919) Emmy von Brüsewitz geb. Luchtenberg (17. Jan. 1864 – 12. Okt. 1948) Achim von Brüsewitz (15. Aug. 1891 – 23. Febr. 1966) Wilhelm von Brüsewitz (13. Febr. 1897 – 20. Okt. 1911) |           |                                  | Baudenkmal 003.21 A-NF-20070110-0002 |
| weitere Bilder | Grabstätte Bockhacker                                       | Städtischer Friedhof Teil I, Feld O, Reihe 16 Karte    | Grabstein mit Engelsfigur. Engelsfigur ist beschädigt, Kopf fehlt (Höhe ca. 220 cm). Für Adda Bockhacker (1896 bis 1915) und Enno Bockhacker (1895 bis 1917) sowie Eugen Bockhacker (1863 bis 1937) |           |                                  | Baudenkmal 003.22 A-NF-20070110-0002 |
| weitere Bilder | Grabstätte Müller/Hueck/Freudenfeld                         | Städtischer Friedhof Teil I, Feld N, Grab 1-6 Karte    | Grabstätte der Familien Friedrich Müller sen. (1789 bis 1875) und jun. (1824 bis 1899), Carl Bockhacker (1794 bis 1869), Erich Waldthausen (1821 bis 1892), Julius Hueck (1852 bis 1921) und Adolf Freudenfeld (1844 bis 1909), Tuchfabrikanten. |           |                                  | Baudenkmal 003.23 A-NF-20070110-0002 |
| weitere Bilder | Grabstätte Wiehager/Lütgenau                                | Städtischer Friedhof Teil I, Feld E, Reihe 14/15 Karte | Grabstätte der Familien Hugo Wiehager (1836 bis 1884) und August Lütgenau (1833 bis 1918), Tuchfabrikanten. |           |                                  | Baudenkmal 003.24 A-NF-20070110-0002 |
| [[Vorlage:Bilderwunsch/code!/C:51.146548,7.336887!/D:Grabstein Friedrich Julius Stiehl, Städtischer Friedhof Teil I, Feld G, Reihe 15!/\|BW]]          | Grabstein Friedrich Julius Stiehl                           | Städtischer Friedhof Teil I, Feld G, Reihe 15 Karte    | Grabstein für Pfarrer Friedrich Julius Stiehl (1879 bis 1925), Pfarrer in Hückeswagen von 1906 bis 1925 und Elisabeth geb. Heim (1884 bis 1967). |           |                                  | Baudenkmal 003.25 A-NF-20070110-0002 |
| Grabstein Gustav Meuser | Grabstein Gustav Meuser                                     | Städtischer Friedhof Teil I, Feld C, Reihe 9 Karte     | Grabstein für die Eheleute Gustav Meuser (1807 bis 1851) und Amalie geb. Schmitz (1809 bis 1873). |           |                                  | Baudenkmal 003.26 A-NF-20070110-0002 |